# Gemeinderatswahlen im Burgenland 2017

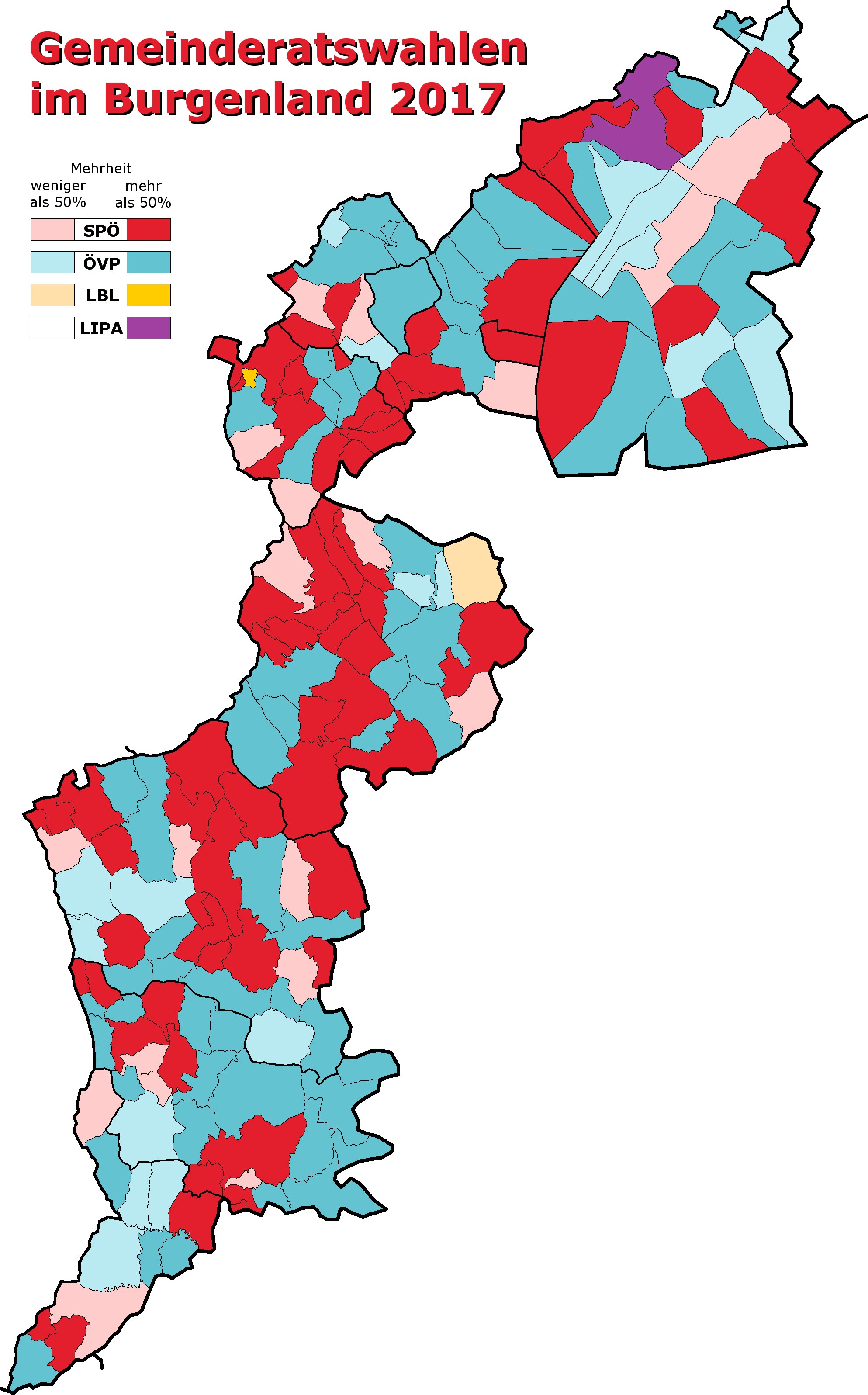
Mehrheiten nach den Gemeinderatswahlen 2017

Die Gemeinderatswahlen im Burgenland 2017 fanden am 1. Oktober 2017 statt und wurden in allen 171 burgenländischen Gemeinden gleichzeitig mit Bürgermeisterdirektwahlen abgehalten. Die Nachwahl (Stichwahl) bei den Bürgermeisterdirektwahlen wurde am 29. Oktober 2017 durchgeführt. Die letzte Gemeinderatswahl fand am 7. Oktober 2012 statt. Gemäß der mit Jänner 2017 in Kraft getretenen Gemeindewahlordnung gab es erstmals bei den Gemeinderatswahlen 2017 einen „vorgezogenen Wahltag“. Dieser wurde mit 22. September 2017 festgelegt.

## Zusammenfassung
Bei den Gemeinderatswahlen mussten beide Großparteien leichte Verluste hinnehmen. Die Sozialdemokratische Partei Österreichs (SPÖ) verlor 1,79 Prozent ihrer Wähler, was den Verlust von 50 Gemeinderatsmandaten bedeutete. Bei der Österreichischen Volkspartei (ÖVP) hielt sich der Verlust von 0,30 Prozent in Grenzen. Bemerkenswerter Weise gewann diese trotz des negativen Ergebnisses noch ein weiteres Mandat. Gewinner der Wahlen war die Freiheitliche Partei Österreichs (FPÖ), die ihren Stimmenanteil um 2,29 Prozent vergrößerte und nicht weniger als 63 Gemeinderatsmandate dazu gewann. Dennoch hat die FPÖ ihr selbst gestecktes Wahlziel – angepeilt waren 160 Gemeinderäte – nicht erreicht. Mit einem Gewinn von 0,06 Prozent blieben die die Grünen und mit einem Verlust von 0,01 Prozent die Liste Burgenland (LBL) praktisch unverändert. Dennoch haben die Grünen ihr Wahlziel ebenfalls verfehlt, da sie in mehr Gemeinden als 2012 angetreten sind und demnach auf mehr Mandate hofften. Erstmals bei den Gemeinderatswahlen traten die NEOS an. Sie kandidierten in vier Gemeinden und schafften in Pinkafeld den Einzug in das Ortsparlament. Die sonstigen Listen fielen um 0,49 Prozent zurück und verloren dadurch 15 Mandate.
Viel Bewegung brachten die Direktwahlen bei den Bürgermeistern. In 22 der 171 Gemeinden gab es wahlbedingte Wechsel an der Gemeindespitze. In elf Gemeinden stehen nunmehr ÖVP-Bürgermeister an der Gemeindespitze, wo es zuvor SPÖ-Bürgermeister waren. Umgekehrt wanderten nur in sieben Gemeinden die Bürgermeistersessel von der ÖVP zur SPÖ. Allerdings konnte die SPÖ zusätzlich noch einen Bürgermeister von der LBL und einen Listenbürgermeister dazu gewinnen. Die schmerzlichsten Verluste erlitt die ÖVP in den Bezirkshauptstädten Jennersdorf und Neusiedl am See. In Jennersdorf brach der Quereinsteiger Reinhard Deutsch von der Liste Jennersdorf die jahrelange Dominanz der ÖVP, und in Neusiedl am See setzte sich Elisabeth Böhm (SPÖ) in der Stichwahl gegen Thomas Halbritter, der die Nachfolge des Landtagsabgeordneten Kurt Lentsch angetreten hatte, durch. Auf der anderen Seite hat die SPÖ den Verlust der einstigen Hochburg Hornstein zu beklagen, wo sich der ÖVP-Landesgeschäftsführer Christoph Wolf gegen Judith Pratl durchsetzte, die erst Anfang 2017 die Nachfolge von Langzeitbürgermeister Herbert Worschitz angetreten hatte. Insgesamt stellen die SPÖ 83, die ÖVP 82 und die LBL 2 Bürgermeister. Jeweils ein Ortschef entfällt auf die ADL (Aktive Dorfliste), die Liste JES (Bürgerliste Jennersdorf), die Liste LIPA (Liste Parndorf) und die Liste ROHR. Für die FPÖ lief die Bürgermeisterwahl enttäuschend, denn mit Roman Amring in Loipersbach schaffte ein Kandidat den Einzug in die Stichwahl, wurde aber von Erhard Aminger (SPÖ) besiegt.
Obwohl der Anteil der Frauen an Bürgermeisterinnen bei der Wahl 2017 größer wurde, blieb diese eine Domäne des männlichen Geschlechts. Lediglich zwölf Frauen wurden zu Ortschefinnen gewählt, was nur sieben Prozent der Gemeinden entspricht. Acht stellt die SPÖ und vier die ÖVP. Im ersten Wahlgang schafften dies Renate Habetler (SPÖ) in Bernstein, Andrea Reichl (SPÖ) in Deutsch Kaltenbrunn, Friederike Reismüller (SPÖ) in Forchtenstein, Angelika Mileder (ÖVP) in Frankenau-Unterpullendorf, Karin Kirisits (ÖVP) in Hackerberg, Inge Posch-Gruska (SPÖ) in Hirm, Ingrid Salamon (SPÖ) in Mattersburg, Michaela Wohlfart (ÖVP) in Podersdorf am See, Andrea Netuschill (SPÖ) in Potzneusiedl, Michaela Raber (SPÖ) in Rauchwart und Klaudia Friedl (SPÖ) in Steinberg-Dörfl. Bei den Stichwahlen kam Elisabeth Böhm (SPÖ) in Neusiedl am See als zwölfte Bürgermeisterin dazu, während drei weitere Kandidatinnen bei der engeren Wahl auf der Strecke blieben.

### Gemeinderatswahlen 2002–2017 im Vergleich
| Gemeinderatswahlen 2002–2017 im Vergleich | Gemeinderatswahlen 2002–2017 im Vergleich | Gemeinderatswahlen 2002–2017 im Vergleich | Gemeinderatswahlen 2002–2017 im Vergleich | Gemeinderatswahlen 2002–2017 im Vergleich | Gemeinderatswahlen 2002–2017 im Vergleich | Gemeinderatswahlen 2002–2017 im Vergleich | Gemeinderatswahlen 2002–2017 im Vergleich | Gemeinderatswahlen 2002–2017 im Vergleich | Gemeinderatswahlen 2002–2017 im Vergleich | Gemeinderatswahlen 2002–2017 im Vergleich | Gemeinderatswahlen 2002–2017 im Vergleich | Gemeinderatswahlen 2002–2017 im Vergleich | Gemeinderatswahlen 2002–2017 im Vergleich |
|                                           | Ergebnisse 2017                           | Ergebnisse 2017                           | Ergebnisse 2012                           | Ergebnisse 2012                           | Ergebnisse 2007                           | Ergebnisse 2007                           | Ergebnisse 2002                           | Ergebnisse 2002                           |                                           | Mandate                                   | Mandate                                   | Mandate                                   | Mandate                                   |
| Stimmen                                   | %                                         | Stimmen                                   | %                                         | Stimmen                                   | %                                         | Stimmen                                   | %                                         | 2017                                      | 2012                                      | 2007                                      | 2002                                      |                                           |                                           |
| ----------------------------------------- | ----------------------------------------- | ----------------------------------------- | ----------------------------------------- | ----------------------------------------- | ----------------------------------------- | ----------------------------------------- | ----------------------------------------- | ----------------------------------------- | ----------------------------------------- | ----------------------------------------- | ----------------------------------------- | ----------------------------------------- | ----------------------------------------- |
| Wahlberechtigte                           | 261.963                                   |                                           | 259.441                                   |                                           | 251.339                                   |                                           | 241.482                                   |                                           | 3.143                                     | 3.143                                     | 3.098                                     | 3.075                                     |                                           |
| Abgegebene Stimmen                        | 212.327                                   | 81,05                                     | 214.012                                   | 82,49                                     | 208.434                                   | 82,93                                     | 207.053                                   | 85,74                                     |                                           |                                           |                                           |                                           |                                           |
| Davon ungültig                            | 16.969                                    | 7,99                                      | 17.790                                    | 8,31                                      | 15.072                                    | 7,23                                      | 16.248                                    | 7,85                                      |                                           |                                           |                                           |                                           |                                           |
| Davon gültig                              | 195.358                                   | 92,01                                     | 196.222                                   | 91,69                                     | 193.362                                   | 92,77                                     | 190.805                                   | 92,15                                     |                                           |                                           |                                           |                                           |                                           |
| Davon entfielen auf                       |                                           |                                           |                                           |                                           |                                           |                                           |                                           |                                           |                                           |                                           |                                           |                                           |                                           |
| SPÖ                                       | 86.770                                    | 44,42                                     | 90.684                                    | 46,22                                     | 92.225                                    | 47,70                                     | 93.409                                    | 48,96                                     |                                           | 1.461                                     | 1.511                                     | 1.537                                     | 1.556                                     |
| ÖVP                                       | 81.713                                    | 41,83                                     | 82.678                                    | 42,13                                     | 83.286                                    | 43,07                                     | 82.312                                    | 43,14                                     | 1.364                                     | 1.363                                     | 1.368                                     | 1.343                                     |                                           |
| FPÖ                                       | 12.375                                    | 6,33                                      | 7.936                                     | 4,04                                      | 5.680                                     | 2,94                                      | 9.703                                     | 5,09                                      | 144                                       | 81                                        | 53                                        | 96                                        |                                           |
| GRÜNE                                     | 3.625                                     | 1,86                                      | 3.532                                     | 1,80                                      | 2.626                                     | 1,36                                      | 1.793                                     | 0,94                                      | 27                                        | 27                                        | 19                                        | 13                                        |                                           |
| LBL                                       | 3.151                                     | 1,61                                      | 3.186                                     | 1,62                                      | 3.607                                     | 1,87                                      | —                                         | —                                         | 39                                        | 39                                        | 30                                        | —                                         |                                           |
| NEOS                                      | 519                                       | 0,27                                      | —                                         | —                                         | —                                         | —                                         | —                                         | —                                         | 1                                         | —                                         | —                                         | —                                         |                                           |
| Sonstige                                  | 7.205                                     | 3,69                                      | 8.207                                     | 4,18                                      | 5.938                                     | 3,07                                      | 3.588                                     | 1,88                                      | 107                                       | 122                                       | 091                                       | 067                                       |                                           |

## Ausgangslage

### Rückschau Gemeinderatswahlen 2012

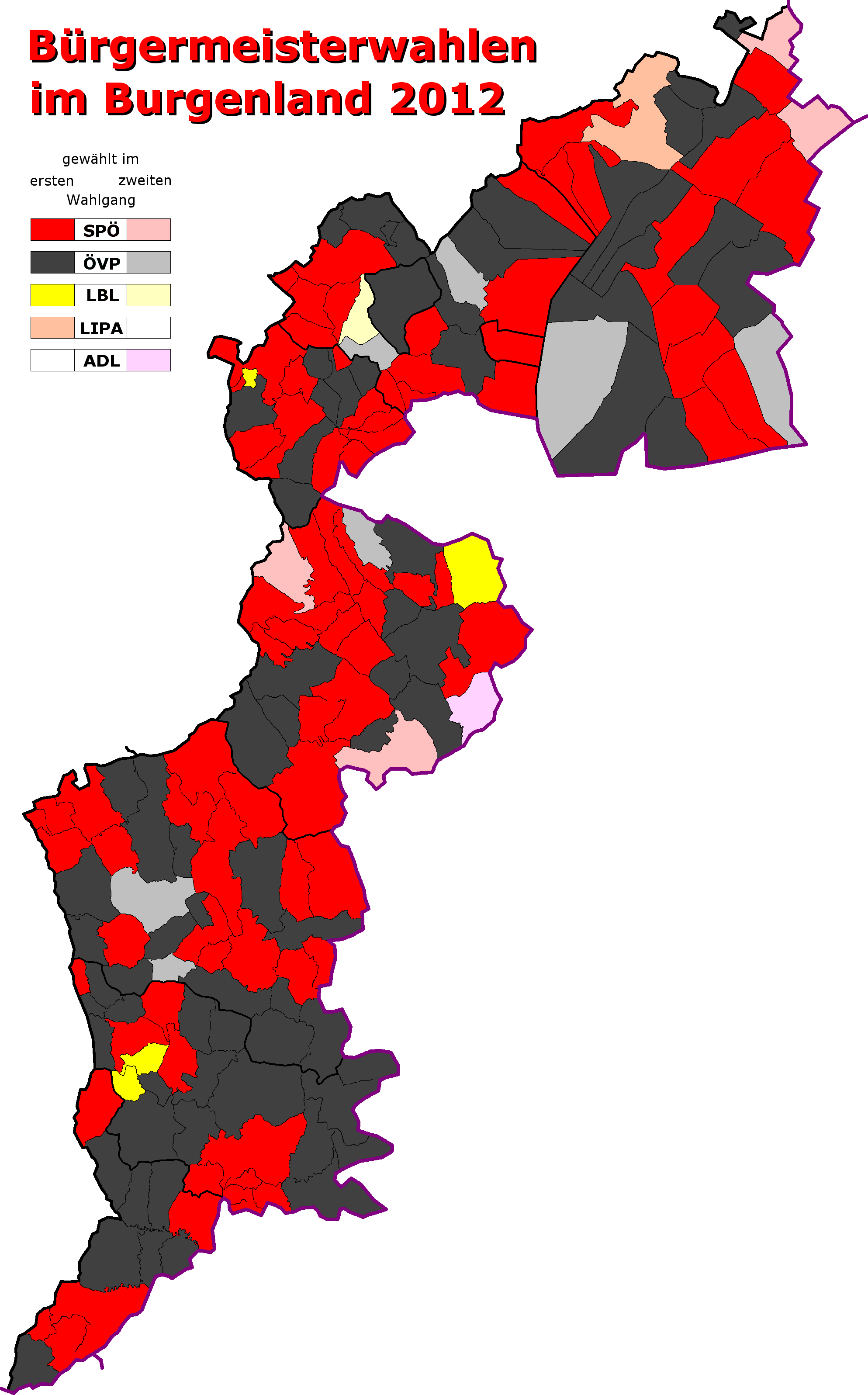
Bürgermeisterwahl 2012

Bei den Gemeinderatswahlen 2012, die am 7. Oktober durchgeführt wurden, kam die SPÖ auf 46,21 Prozent der Stimmen, was einen Verlust von 1,49 Prozent bedeutete. Die Sozialdemokraten stellten damit 1511 Gemeinderäte. Die ÖVP kam auf 42,13 Prozent (−0,94 Prozent) und 1.363 Gemeinderäte. Die FPÖ verbuchte 4,04 Prozent und konnte nach der Abspaltung der FBL, die 2012 als Liste LBL antrat, wieder um 1,10 Prozent zulegen. Sie konnte 81 Gemeinderatssitze für sich verbuchen. Die LBL verlor mit 1,62 Prozent 0,25 Prozent der Stimmen und stellte 39 Gemeinderäte. Die Grünen kamen auf 1,80 Prozent (Zuwachs um 0,44 Prozent) und erreichten 27 Gemeinderatsmandate. Sonstige Namenslisten stellten in den burgenländischen Gemeinden 122 Gemeinderäte (Zugewinn um 31 Sitze).

### Ausgangslage bei den Gemeinderatswahlen 2017
Bei den Gemeinderatswahlen im Burgenland 2017 waren in den 171 Gemeinden 261.963 Personen wahlberechtigt, die 3.143 Gemeinderäte und 171 Bürgermeister gewählt haben.
- Sozialdemokratische Partei Österreichs (SPÖ):

Die SPÖ trat in jeder der 171 Gemeinden zur Wahl an. Der Bürgermeisterwahl stellte sie sich in 168 Gemeinden. Vor den Gemeinderatswahlen 2017 stellte sie in 87 Gemeinden den Bürgermeister.
- Österreichische Volkspartei (ÖVP):

Die ÖVP trat in 170 Gemeinden zur Wahl an. Nur in der traditionellen SPÖ-Hochburg Tschanigraben verzichtete sie darauf Kandidaten zu stellen. Der Bürgermeisterwahl stellte sie sich in 161 Gemeinden. Vor den Gemeinderatswahlen 2017 stellte sie in 79 Gemeinden den Bürgermeister. Die Volkspartei trat bei der Wahl 2017 erstmals offiziell mit der neuen Parteifarbe türkis an. Diese wurde von der burgenländischen Wahlbehörde in allen Statistiken berücksichtigt.
- Freiheitliche Partei Österreichs (FPÖ):

Die FPÖ trat in 99 Gemeinden zur Wahl an. Der Bürgermeisterwahl stellte sie sich in 72 Gemeinden. Vor den Gemeinderatswahlen 2017 stellte sie in keiner Gemeinde den Bürgermeister.
- Die Grünen – Die Grüne Alternative:

Die Grünen traten in 28 Gemeinden zur Wahl an, was einen neuen Höchstwert bei den Grünen darstellte. Der Bürgermeisterwahl stellte sie sich in 12 Gemeinden. Vor den Gemeinderatswahlen 2017 stellte sie in keiner Gemeinde den Bürgermeister.
- Liste Burgenland (LBL):

Das Bündnis LBL trat 2017 nicht mehr in dieser Form an, da es diesmal die Namenslisten forcieren wollte. Sie unterstützte jedoch als Dachorganisation die Kandidaturen. Vor den Gemeinderatswahlen 2017 stellt es in zwei Gemeinden den Bürgermeister.
- NEOS – Das Neue Österreich und Liberales Forum:

Die NEOS traten in vier Gemeinden zur Wahl an. In drei Gemeinden stellten sie zudem einen Kandidaten für die Bürgermeisterwahl. Darüber hinaus waren sie in mehreren lokalen Namens- und Bürgerlisten vertreten.

## Voraussetzungen

### Grundlage
Die Durchführung von Gemeinderats- und Bürgermeisterwahlen wurden von der Burgenländischen Landesregierung beschlossen und am 4. Juli 2017 im Landesgesetzblatt kundgemacht (Tag der Wahlausschreibung). Als Wahltag wurde der 1. Oktober 2017, als Tag der engeren Wahl des Bürgermeisters der 29. Oktober 2017 festgelegt. Gesetzliche Grundlage für die Durchführung der Wahlen ist die Gemeindewahlordnung 1992 (GemWO 1992).

### Aktives Wahlrecht
Bei der Gemeinderats- und Bürgermeisterwahl 2017 im Burgenland waren alle Männer und Frauen aktiv wahlberechtigt, die am Stichtag (4. Juli 2017) die österreichische Staatsbürgerschaft besaßen. Ebenfalls wahlberechtigt waren Staatsbürger eines Mitgliedsstaates der Europäischen Union, die sich bis zum Stichtag in die Gemeinde-Wählerevidenz eingetragen oder einen Antrag auf Aufnahme in die Wählerevidenz eingebracht hatten. Zudem mussten die Wähler am Wahltag (1. Oktober 2012) das 16. Lebensjahr vollendet haben und am Stichtag über einen Wohnsitz in einer burgenländischen Gemeinde verfügen. Weiters durfte der Wähler am Stichtag nicht vom Wahlrecht ausgeschlossen sein.
Die Wahlberechtigten wurden von den Gemeinden in das jeweilige Gemeinde-Wählerverzeichnis eingetragen. Das Wählerverzeichnis lag danach in den Gemeinden von 18. bis 27. Juli 2017 öffentlich auf. Während dieser Frist bestand die Möglichkeit zur Einsicht und Beeinspruchung. Wahlberechtigt waren am Wahltag lediglich Personen, die im abgeschlossenen Wählerverzeichnis aufschienen.

### Passives Wahlrecht
Das passive Wahlrecht konnte bei den Gemeinderatswahlen von allen aktiv wahlberechtigten Menschen wahrgenommen werden, die am Wahltag (1. Oktober 2017) das 18. Lebensjahr vollendet hatten. Während für den Gemeinderat alle österreichischen Staatsbürger und Bürger der Europäischen Union wählbar waren, konnten als Bürgermeister nur aktiv wahlberechtigte österreichische Staatsbürger gewählt werden. Voraussetzung war in beiden Fällen die passive Wahlberechtigung und die Vollendung des 18. Lebensjahres am Wahltag. Von der Wählbarkeit ausgeschlossen waren weiters Personen, die die durch ein inländisches Gericht zu einer mehr als einjährigen Freiheitsstrafe (ausgenommen bedingte Freiheitsstrafen) rechtskräftig verurteilt worden sind, wobei der Ausschluss nach sechs Monaten endet.
| Zahl der Wahlberechtigten     | Höchstzahl der Bewerber | notwendige Unterstützungsunterschriften |
| ----------------------------- | ----------------------- | --------------------------------------- |
| bis zu 250 Wahlberechtigte    | maximal 18              | mindestens 5                            |
| 251 bis 500 Wahlberechtigte   | maximal 22              | mindestens 5                            |
| 501 bis 750 Wahlberechtigte   | maximal 26              | mindestens 10                           |
| 751 bis 1000 Wahlberechtigte  | maximal 30              | mindestens 10                           |
| 1001 bis 1500 Wahlberechtigte | maximal 38              | mindestens 15                           |
| 1501 bis 2000 Wahlberechtigte | maximal 42              | mindestens 15                           |
| 2001 bis 3000 Wahlberechtigte | maximal 46              | mindestens 20                           |
| mehr als 3000 Wahlberechtigte | maximal 50              | mindestens 30                           |
| Freistadt Eisenstadt          | maximal 58              | nach Anzahl der Wahlberechtigten        |
| Freistadt Rust                | maximal 38              | nach Anzahl der Wahlberechtigten        |

Zur Teilnahme an den Gemeinderatswahlen war die Einbringung eines Wahlvorschlags bis 4. August 2017 erforderlich. Dieser durfte, je nach Anzahl der Wahlberechtigten, maximal 58 Bewerber umfassen. Zur Gültigkeit der Kandidatur benötigte der Wahlvorschlag Unterstützungsunterschriften von aktiv wahlberechtigten Personen, deren Mindestanzahl, je nach Anzahl der Wahlberechtigten, mindestens fünf Unterschriften umfasste. Der Wahlvorschlag für die Bürgermeisterdirektwahlen konnte ausschließlich von wahlwerbenden Parteien eingebracht werden, die einen Wahlvorschlag für die Gemeinderatswahlen eingebracht hatten.
Die Wahlvorschläge mussten von den wahlwerbenden Parteien bis zum 4. August 2017 bei der Gemeindewahlbehörde eingebracht werden. Sie konnten diese bis spätestens 14. August 2017 abändern oder zurückziehen. Bei Zurückziehungen der Kandidatur war es den Listen möglich, bis spätestens 18. August 2017 einen Ergänzungsvorschlag einzubringen. Die Gemeindewahlbehörde hatte bis zum 20. August 2017 über die Zulassung oder die Zurückweisung des Wahlvorschlags zu entscheiden.
Beim Landesverwaltungsgericht in Eisenstadt wurden fristgerecht 141 Beschwerden betreffend der Wählerverzeichnisse eingebracht. Dieses musste fristgerecht binnen elf Tagen über die Einsprüche entscheiden. Weil die erforderlichen rechtmäßigen Beschlüsse der Gemeindewahlbehörden gefehlt haben, mussten 66 Bescheide aufgehoben werden, wodurch die Gemeindewahlbehörden neue Bescheide erlassen müssen. In 63 Fällen wurde die begehrte Aufnahme ins Wählerverzeichnis abgelehnt oder die Streichung bestätigt. Lediglich bei zwölf Personen wurde die Eintragung verfügt. Den gravierendsten Fall gab es in Sieggraben, wo die SPÖ die Aufnahme von 13 ungarischen Arbeitern beeinspruchte und Recht bekam.

### Ausübung des Wahlrechts
Jeder Wahlberechtigte musste sein Wahlrecht in der jeweiligen Wohnsitzgemeinde ausüben. Die Wahl mittels Wahlkarte in einer anderen als der Wohnsitzgemeinde, welche die Wahlkarte ausgestellt hat, war nicht möglich. Falls ein Wohnsitz in zwei oder mehreren Gemeinden vorlag, durfte das Wahlrecht in allen diesen Gemeinden ausgeübt werden. Erstmals bestand bei den Gemeinderatswahlen 2017 die Möglichkeit, die Stimme bereits am vorgezogenen Wahltag, der mit 22. September 2017 terminiert war, abzugeben. Bei Bettlägerigkeit, infolge mangelnder Geh- und Transportfähigkeit oder wegen Unterbringung in Strafvollzugsanstalten konnten Wahlberechtigte bis 29. September den Antrag auf Ausübung des Wahlrechts vor der Sonderwahlbehörde („fliegende Wahlbehörde“) stellen, die den Wahlberechtigten am Wahltag zu Hause aufsuchte.
Die eigentliche Wahl erfolgte mittels zweier amtlicher Stimmzettel, wobei ein Stimmzettel für die Wahl des Gemeinderates und der zweite für die Wahl des Bürgermeisters erforderlich war. Bei den Gemeinderatswahlen konnten neben der Wahl der Partei zusätzlich bis zu drei Vorzugsstimmen verteilt werden, wobei maximal zwei Stimmen an einen Kandidaten der gewählten Partei vergeben werden durften. Die Vorzugsstimmen waren jedoch nur gültig, wenn sie an Angehörige der gewählten Partei vergeben wurden.

## Wahlergebnisse 2017

### Vorgezogener Wahltag
| Bezirk                     | Wahlbeteiligung am vorgezogenen Wahltag |
| -------------------------- | --------------------------------------- |
| Freistadt Eisenstadt       | 04,88 %                                 |
| Freistadt Rust             | 10,04 %                                 |
| Bezirk Eisenstadt-Umgebung | 12,19 %                                 |
| Bezirk Güssing             | 13,97 %                                 |
| Bezirk Jennersdorf         | 10,11 %                                 |
| Bezirk Mattersburg         | 11,29 %                                 |
| Bezirk Neusiedl am See     | 10,15 %                                 |
| Bezirk Oberpullendorf      | 14,38 %                                 |
| Bezirk Oberwart            | 12,99 %                                 |

Bei den Gemeinderatswahlen 2017 bestand erstmals die Möglichkeit, die Stimme bereits am vorgezogenen Wahltag, der mit 22. September 2017 terminiert war, abzugeben. Diese Neuerung wurde von 31.058 Wahlberechtigten in Anspruch genommen, was einem Anteil von 11,86 Prozent der Wahlberechtigten entspricht. Das sind um 3,31 Prozent mehr, als bei der Landtagswahl 2015, bei der 8,55 Prozent der Wahlberechtigten diese Möglichkeit nutzten. Spitzenreiter war dabei der Bezirk Oberpullendorf mit 14,38 Prozent, während die Landeshauptstadt Eisenstadt mit 4,88 Prozent das Schlusslicht bildet. Für die Landeshauptstadt, in der die ÖVP dominiert, gab es negative Kritik seitens der SPÖ, weil die Stadt, von den Gemeindeteilen Kleinhöflein und St. Georgen abgesehen, nur ein Wahllokal geöffnet hatte.
Für Landesrätin Astrid Eisenkopf war der vorgezogene Wahltag ein voller Erfolg. Sie betonte, dass dieses Zusatzangebot für die Wähler wichtig ist und zu mehr Demokratie beiträgt.
Die abgegebenen Stimmen wurden verschlossen aufbewahrt und am Wahltag – 1. Oktober 2017 – nach Wahlschluss mit den übrigen abgegebenen Stimmen gemeinsam ausgezählt.

### Bezirksergebnisse
Die Mehrheiten in den Bezirken sind farbig in der Parteifarbe hinterlegt. In den Bezirken Mattersburg, Neusiedl am See, Oberpullendorf und Oberwart konnte die SPÖ ihre Mehrheit behaupten, ebenso wie die ÖVP in den Bezirken Güssing und Jennersdorf (die Ergebnisse von 2012 sind grau dargestellt). Einen Wechsel in der Mehrheit von der SPÖ zur ÖVP gab es im Bezirk Eisenstadt Umgebung (einschließlich der Statutarstädte Eisenstadt und Rust).
M. = Mandate
| Bezirk                                                                   | Wahl  | SPÖ     | SPÖ   | SPÖ  | ÖVP     | ÖVP   | ÖVP  | FPÖ     | FPÖ   | FPÖ | GRÜNE            | GRÜNE            | GRÜNE            | LBL              | LBL              | LBL              | NEOS             | NEOS             | NEOS             | Sonstige | Sonstige | Sonstige |
| Bezirk                                                                   | Wahl  | Stimmen | in %  | M.   | Stimmen | in %  | M.   | Stimmen | in %  | M.  | Stimmen          | in %             | M.               | Stimmen          | in %             | M.               | Stimmen          | in %             | M.               | Stimmen  | in %     | M.       |
| ------------------------------------------------------------------------ | ----- | ------- | ----- | ---- | ------- | ----- | ---- | ------- | ----- | --- | ---------------- | ---------------- | ---------------- | ---------------- | ---------------- | ---------------- | ---------------- | ---------------- | ---------------- | -------- | -------- | -------- |
| Burgenland Gesamt                                                        | 2017  | 86.770  | 44,42 | 1461 | 81.713  | 41,83 | 1364 | 12.375  | 6,33  | 144 | 3.625            | 1,86             | 27               | 3.151            | 1,61             | 39               | 519              | 0,27             | 1                | 7.205    | 3,69     | 107      |
| Burgenland Gesamt                                                        | 2012  | 90.684  | 46,22 | 1511 | 82.678  | 42,13 | 1363 | 7.936   | 4,04  | 81  | 3.531            | 1,80             | 27               | 3.186            | 1,62             | 39               | nicht kandidiert | nicht kandidiert | nicht kandidiert | 8.207    | 4,18     | 122      |
| Burgenland Gesamt                                                        | Diff. | −3.914  | −1,80 | −50  | −965    | −0,30 | +1   | +4.439  | +2,29 | +63 | +94              | +0,06            | ±0               | −35              | −0,01            | ±0               | +519             | +0,27            | +1               | −1.002   | −0,49    | −15      |
|                                                                          |       |         |       |      |         |       |      |         |       |     |                  |                  |                  |                  |                  |                  |                  |                  |                  |          |          |          |
| Bezirk Eisenstadt-Umgebung (mit Freistadt Eisenstadt und Freistadt Rust) | 2017  | 15.590  | 42,94 | 236  | 16.592  | 45,70 | 231  | 2.196   | 6,05  | 21  | 824              | 2,27             | 3                | 439              | 1,21             | 6                | 161              | 0,44             | 0                | 503      | 1,39     | 8        |
| Bezirk Eisenstadt-Umgebung (mit Freistadt Eisenstadt und Freistadt Rust) | 2012  | 16.001  | 44,74 | 242  | 15.423  | 43,12 | 213  | 1.418   | 3,96  | 13  | 824              | 2,27             | 3                | 439              | 1,21             | 6                | nicht kandidiert | nicht kandidiert | nicht kandidiert | 503      | 1,39     | 8        |
| Bezirk Eisenstadt-Umgebung (mit Freistadt Eisenstadt und Freistadt Rust) | Diff. | −411    | −1,80 | −6   | +1.169  | +2,58 | +18  | +778    | +2,09 | +8  | −244             | −0,72            | −2               | −544             | −1,54            | −7               | +161             | +0,44            | ±0               | −372     | −1,06    | −7       |
| Bezirk Güssing                                                           | 2017  | 8.698   | 43,77 | 180  | 9.334   | 46,98 | 197  | 917     | 4,61  | 14  | 51               | 0,26             | 0                | nicht kandidiert | nicht kandidiert | nicht kandidiert | nicht kandidiert | nicht kandidiert | nicht kandidiert | 870      | 4,38     | 19       |
| Bezirk Güssing                                                           | 2012  | 9.016   | 44,57 | 194  | 10.001  | 49,44 | 204  | 278     | 1,37  | 2   | nicht kandidiert | nicht kandidiert | nicht kandidiert | nicht kandidiert | nicht kandidiert | nicht kandidiert | nicht kandidiert | nicht kandidiert | nicht kandidiert | 933      | 4,61     | 20       |
| Bezirk Güssing                                                           | Diff. | −318    | −0,8  | −14  | −667    | −2,46 | −7   | +639    | +3,24 | +12 | +51              | +0,26            | ±0               | nicht kandidiert | nicht kandidiert | nicht kandidiert | nicht kandidiert | nicht kandidiert | nicht kandidiert | −63      | −0,23    | −1       |
| Bezirk Jennersdorf                                                       | 2017  | 4.345   | 36,38 | 87   | 4.675   | 39,14 | 86   | 1.030   | 8,62  | 13  | 193              | 1,62             | 1                | nicht kandidiert | nicht kandidiert | nicht kandidiert | nicht kandidiert | nicht kandidiert | nicht kandidiert | 1.701    | 14,24    | 23       |
| Bezirk Jennersdorf                                                       | 2012  | 4.748   | 38,65 | 88   | 5.545   | 45,14 | 92   | 397     | 3,23  | 5   | 485              | 3,95             | 5                | 400              | 3,26             | 7                | nicht kandidiert | nicht kandidiert | nicht kandidiert | 709      | 5,77     | 11       |
| Bezirk Jennersdorf                                                       | Diff. | −403    | −2,27 | −1   | −870    | −6,00 | −6   | +633    | +5,39 | +8  | −292             | −2,33            | −4               | −400             | −3,26            | −7               | nicht kandidiert | nicht kandidiert | nicht kandidiert | +992     | +8,47    | +12      |
| Bezirk Mattersburg                                                       | 2017  | 11.938  | 49,91 | 191  | 8.284   | 34,63 | 135  | 1.805   | 7,55  | 22  | 331              | 1,38             | 3                | 1.000            | 4,18             | 14               | nicht kandidiert | nicht kandidiert | nicht kandidiert | 562      | 2,35     | 6        |
| Bezirk Mattersburg                                                       | 2012  | 11.515  | 48,28 | 181  | 8.037   | 33,70 | 137  | 1.760   | 7,38  | 20  | 550              | 2,31             | 5                | nicht kandidiert | nicht kandidiert | nicht kandidiert | nicht kandidiert | nicht kandidiert | nicht kandidiert | 1.990    | 8,34     | 28       |
| Bezirk Mattersburg                                                       | Diff. | +423    | +1,63 | +10  | +247    | +0,93 | −2   | +45     | +0,17 | +2  | −219             | −0,93            | −2               | +1.000           | +4,18            | +14              | nicht kandidiert | nicht kandidiert | nicht kandidiert | −1.428   | −5,99    | −22      |
| Bezirk Neusiedl am See                                                   | 2017  | 15.806  | 41,49 | 238  | 15.609  | 40,97 | 239  | 2.606   | 6,84  | 29  | 1.247            | 3,27             | 11               | 388              | 1,02             | 5                | 122              | 0,32             | 0                | 2.321    | 6,09     | 29       |
| Bezirk Neusiedl am See                                                   | 2012  | 17.507  | 46,59 | 266  | 15.003  | 39,92 | 225  | 2.014   | 5,36  | 21  | 669              | 1,78             | 5                | 313              | 0,83             | 4                | nicht kandidiert | nicht kandidiert | nicht kandidiert | 2.072    | 5,51     | 24       |
| Bezirk Neusiedl am See                                                   | Diff. | −1.701  | −5,10 | −28  | +606    | +1,05 | +14  | +592    | +1,48 | +8  | +578             | +1,49            | +6               | +75              | +0,19            | +1               | +122             | +0,32            | ±0               | +249     | +0,58    | +5       |
| Bezirk Oberpullendorf                                                    | 2017  | 13.765  | 48,04 | 253  | 12.056  | 42,08 | 219  | 713     | 2,49  | 8   | 351              | 1,23             | 4                | 1.223            | 4,27             | 13               | nicht kandidiert | nicht kandidiert | nicht kandidiert | 545      | 1,90     | 11       |
| Bezirk Oberpullendorf                                                    | 2012  | 14.248  | 47,80 | 253  | 12.867  | 43,17 | 228  | 392     | 1,32  | 1   | 293              | 0,98             | 4                | 1.210            | 4,06             | 11               | nicht kandidiert | nicht kandidiert | nicht kandidiert | 796      | 2,67     | 13       |
| Bezirk Oberpullendorf                                                    | Diff. | −483    | 0,24  | ±0   | −811    | −1,09 | −9   | +321    | +1,17 | +7  | +58              | +0,25            | ±0               | +13              | +0,21            | +2               | nicht kandidiert | nicht kandidiert | nicht kandidiert | −251     | −0,77    | −2       |
| Bezirk Oberwart                                                          | 2017  | 16.628  | 45,47 | 276  | 15.163  | 41,47 | 257  | 3.108   | 8,50  | 37  | 628              | 1,72             | 5                | 101              | 0,28             | 1                | 236              | 0,65             | 1                | 703      | 1,92     | 11       |
| Bezirk Oberwart                                                          | 2012  | 17.649  | 48,08 | 287  | 15.802  | 43,05 | 264  | 1.677   | 4,57  | 19  | 466              | 1,27             | 3                | 280              | 0,76             | 4                | nicht kandidiert | nicht kandidiert | nicht kandidiert | 832      | 2,27     | 11       |
| Bezirk Oberwart                                                          | Diff. | −1.021  | −2,61 | −11  | −639    | −1,58 | −7   | +1.431  | +3,93 | +18 | +162             | +0,45            | +2               | −179             | −0,48            | −3               | +236             | +0,65            | +1               | −129     | −0,35    | 0        |

### Geänderte Mehrheiten im Gemeinderat
In folgenden Gemeinden kam es bei den Gemeinderatswahlen 2017 zu Änderungen der Mehrheitsverhältnisse im Gemeinderat:
Legende:
- (A) bedeutet absolute Mehrheit im Gemeinderat,
- (R) bedeutet relative Mehrheit im Gemeinderat.

| Gemeinde                 | Anzahl der Gemeinderäte | Gemeinderatswahlen 2017 | Gemeinderatswahlen 2017 | Gemeinderatswahlen 2012 | Gemeinderatswahlen 2012 |
| Gemeinde                 | Anzahl der Gemeinderäte | Partei                  | Mandate                 | Partei                  | Mandate                 |
| ------------------------ | ----------------------- | ----------------------- | ----------------------- | ----------------------- | ----------------------- |
| Andau                    | 23                      | ÖVP                     | (R) 11                  | SPÖ                     | (A) 13                  |
| Bad Tatzmannsdorf        | 19                      | SPÖ                     | 00007                   | ÖVP                     | (R) 08                  |
| Bocksdorf                | 13                      | SPÖ                     | (A) 07                  | LB                      | (R) 07                  |
| Forchtenstein            | 23                      | SPÖ                     | (R) 11                  | SPÖ                     | (A) 12                  |
| Gattendorf               | 19                      | ÖVP                     | (R) 09                  | SPÖ                     | (R) 09                  |
| Großhöflein              | 21                      | SPÖ                     | (R) 10                  | LBL                     | (R) 08                  |
| Großmürbisch             | 11                      | ÖVP                     | (A) 07                  | SPÖ                     | (A) 06                  |
| Hannersdorf              | 15                      | SPÖ                     | 00006                   | SPÖ                     | (A) 08                  |
| Horitschon               | 21                      | ÖVP                     | (R) 10                  | SPÖ                     | (A) 11                  |
| Hornstein                | 23                      | ÖVP                     | (A) 13                  | SPÖ                     | (A) 13                  |
| Illmitz                  | 23                      | SPÖ                     | (A) 12                  | SPÖ                     | (R) 11                  |
| Jennersdorf              | 25                      | ÖVP                     | (R) 10                  | ÖVP                     | (A) 15                  |
| Jois                     | 21                      | ÖVP                     | (A) 12                  | SPÖ                     | (A) 11                  |
| Kittsee                  | 23                      | ÖVP                     | (R) 09                  | SPÖ                     | (R) 09                  |
| Kleinmürbisch            | 09                      | SPÖ                     | 00004                   | SPÖ                     | (A) 05                  |
| Kohfidisch               | 19                      | SPÖ                     | 00009                   | ÖVP                     | (A) 12                  |
| Loipersdorf-Kitzladen    | 19                      | SPÖ                     | 00008                   | SPÖ                     | (A) 11                  |
| Lutzmannsburg            | 15                      | SPÖ                     | (R) 06                  | ÖVP                     | (R) 06                  |
| Markt Neuhodis           | 15                      | SPÖ                     | (A) 08                  | ÖVP                     | (A) 08                  |
| Mörbisch am See          | 21                      | SPÖ                     | (R) 10                  | SPÖ                     | (A) 11                  |
| Neudorf bei Parndorf     | 13                      | SPÖ                     | (A) 09                  | ÖVP                     | (A) 07                  |
| Oberdorf im Burgenland   | 15                      | ÖVP                     | (A) 08                  | SPÖ                     | 00007                   |
| Oberwart                 | 25                      | ÖVP                     | (A) 13                  | ÖVP                     | (R) 11                  |
| Oggau am Neusiedler See  | 21                      | SPÖ                     | (A) 12                  | SPÖ                     | (R) 10                  |
| Schützen am Gebirge      | 19                      | ÖVP                     | (A) 13                  | ÖVP                     | (R) 08                  |
| Sieggraben               | 19                      | SPÖ                     | 00009                   | ÖVP                     | (A) 12                  |
| Steinbrunn               | 23                      | SPÖ                     | (R) 11                  | SPÖ                     | (A) 13                  |
| Stinatz                  | 19                      | SPÖ                     | (A) 10                  | ÖVP                     | (A) 10                  |
| St. Andrä am Zicksee     | 19                      | ÖVP                     | (A) 10                  | SPÖ                     | (A) 10                  |
| Tadten                   | 19                      | ÖVP                     | (A) 10                  | SPÖ                     | (A) 10                  |
| Weiden am See            | 23                      | ÖVP                     | (R) 11                  | ÖVP                     | (A) 13                  |
| Wiesfleck                | 15                      | ÖVP                     | (A) 08                  | SPÖ                     | (A) 08                  |
| Wimpassing an der Leitha | 19                      | SPÖ                     | 00008                   | ÖVP                     | (A) 10                  |
| Wolfau                   | 19                      | ÖVP                     | (R) 09                  | ÖVP                     | (A) 11                  |
| Wulkaprodersdorf         | 21                      | ÖVP                     | (R) 10                  | SPÖ                     | (R) 09                  |
| Zurndorf                 | 21                      | SPÖ                     | (R) 09                  | SPÖ                     | (A) 13                  |

### Wahlsplitter

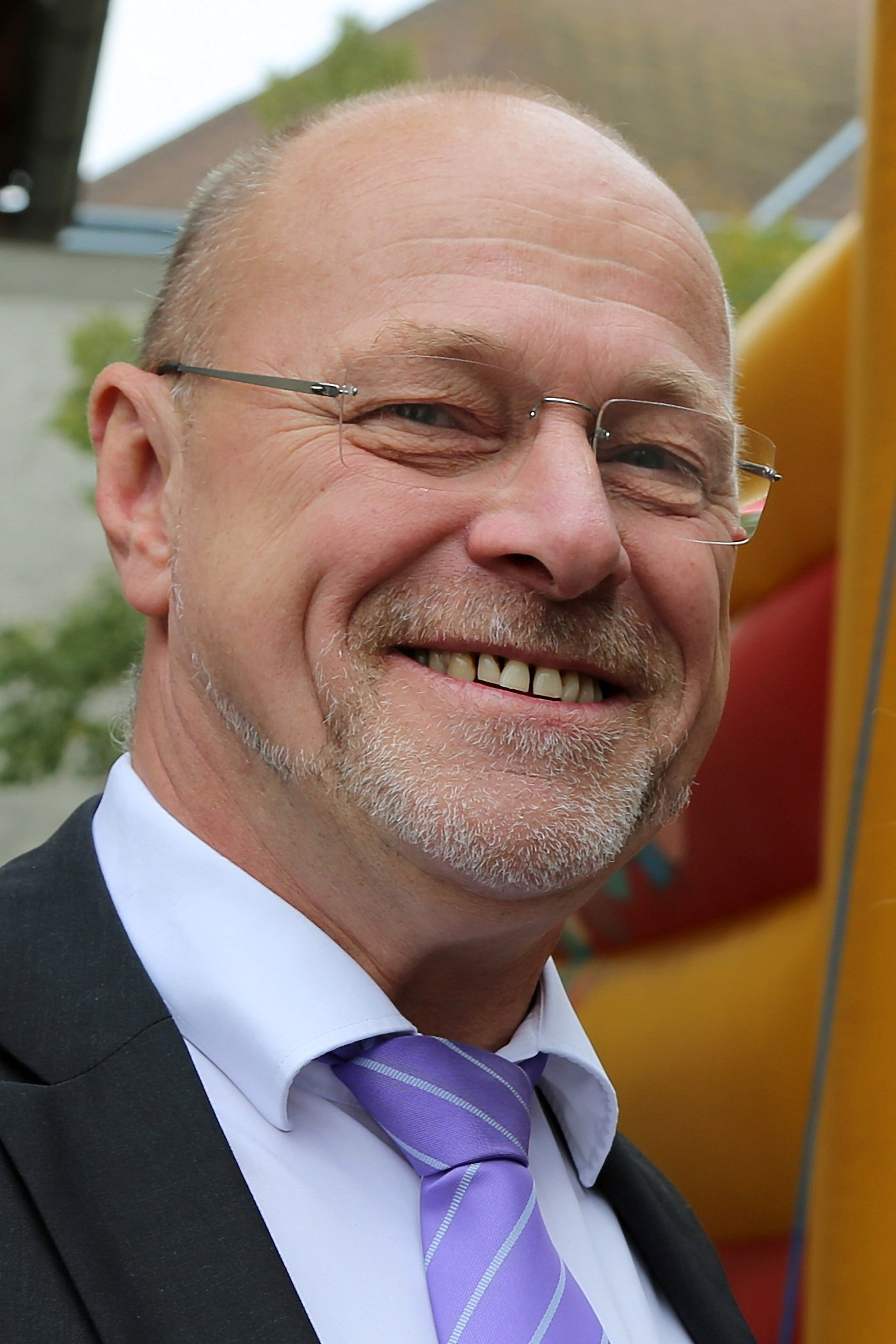
Wolfgang Kovacs souveräner Wahlsieger in Parndorf

#### Bad Tatzmannsdorf
Einen Umsturz gab es im südburgenländischen Kurort Bad Tatzmannsdorf. Konnte die ÖVP mit 33,70 % den Verlust in erträglichen Grenzen halten, war dies bei der ÖVP-Spitzenkandidatin Barbara Baldasti nicht der Fall. Sie musste gegenüber ihrem Vorgänger, Bürgermeister Ernst Karner, den Verlust von 26,40 % hinnehmen (zuletzt 55,66 %) und damit in eine Stichwahl gegen den SPÖ-Kandidaten Gert Polster, der 5,70 % zulegte und auf 41,30 % kam. In der engeren Wahl um den Bürgermeistersessel setzte sich der bisherige Vizebürgermeister Polster schließlich mit 54,41 % klar durch. Bei den Gemeinderatsstimmen legte die SPÖ ebenfalls zu und überholte mit 37,75 % die ÖVP, die sich mit 33,70 % und dem Verlust eines Mandats zufriedengeben musste. Beide halten nach der Wahl sieben Mandate und müssen sich einen Koalitionspartner suchen.

#### Jennersdorf
Kein Stein auf dem anderen blieb in der Bezirkshauptstadt Jennersdorf. Die ÖVP, die zuletzt 59,02 % erreicht und bisher mit absoluter Mehrheit regiert hatte, musste den Verlust von 22,34 % hinnehmen. Dies bedeutet, dass sie fünf ihrer bisherigen 15 Mandate abgeben musste. Aber auch die SPÖ und die Grünen traf es hart. Beide verloren drei Mandate und stellen nunmehr lediglich zwei beziehungsweise einen Mandatar. Großer Wahlsieger wurde die neue Liste JES unter ihrem Spitzenkandidaten Reinhard Deutsch, die vom Start weg auf 27,79 % kam und mit sieben Mandataren in die Stadtregierung einziehen wird. Zweiter Sieger wurde die FPÖ, die 11,44 % dazu gewann und nunmehr fünf statt bislang ein Mandat hält. Noch härter traf es Bürgermeister Bernhard Hirczy, der gerade einmal auf 41,38 % kam (2012 erreichte sein Vorgänger noch 64,11 %) und in der Stichwahl am 29. Oktober gegen Wirtschaftsbund-Obmann Reinhard Deutsch, der auf 25,97 % kam, antreten muss. Da die ausgeschiedenen Kandidaten fast ein Drittel der Stimmen auf sich vereinten. Bei der Stichwahl setzte sich schließlich der Wirtschaftsbund-Kandidat Reinhard Deutsch mit 53,23 % gegen den ÖAAB-Landesobmann durch.

#### Jois
In der Weinbaugemeinde Jois kam es zu einer Wende von der SPÖ zur ÖVP. Die Diskussion um das Wohnbauprojekt „Jois 2025“, das in acht Jahren Wohnraum für 500 Personen schaffen soll, war im örtlichen Wahlkampf das dominierende Thema. Der ÖVP gelang es, die Bevölkerung wegen der drohenden „Massenansiedlung“ mobil zu machen. Dies zeigte Wirkung, denn die absolute SPÖ-Mehrheit und der Langzeitbürgermeister der SPÖ, Leonhard Steinwandnter, wurden nach 15 Jahren abgewählt. Waren 2012 es noch 61,07 % der Stimmen, so erreichte er 2017 nur mehr 35,99 %. Der Kandidat der ÖVP, Hannes Steurer, wurde im ersten Wahlgang mit 53,46 % zum neuen Bürgermeister gewählt. Die Volkspartei erreichte außerdem eine absolute Mehrheit im Gemeinderat, mit 51,12 % und einem Plus von 20,45 %. Damit konnte die Mandatszahl von sechs auf zwölf verdoppelt werden. Die SPÖ kam mit einem Minus von 18,95 % auf 34,00 % und sieben Mandate. Die Liste Gemeinsam für Jois (GFJ) erreichte 12,72 % und konnte ihre beiden Mandate halten. Die FPÖ verpasste mit 2,16 % den Einzug in den Gemeinderat. Bei den Vorzugsstimmen lag der neugewählte Bürgermeister Steurer mit 369 Stimmen vor dem Obmann der Jungen Volkspartei, Sascha Krikler, mit 285 Stimmen. Dritter wurde mit 247 Stimmen der bisherige Bürgermeister Steinwandtner.

#### Marz
Mit Spannung wurde das Ergebnis in Marz erwartet. Bekanntlich hatte die SPÖ 2012 ihre Kandidatenliste zu spät abgegeben und durfte demnach nicht zur Gemeinderatswahl antreten. Dies bescherte der ÖVP mit 19 Mandaten praktisch eine Alleinregierung, denn die FPÖ kam lediglich auf 2 Sitze. Die ÖVP setzte sich mit Bürgermeister Gerald Hüller mit 67,10 % und 12 Mandaten diesmal ebenfalls klar durch, musste jedoch mit einem Verlust von 31,21 % und 7 Mandaten die absolute Mehrheit im Gemeinderat abgeben. Die SPÖ kam mit der 50-jährigen Spitzenkandidatin Ursula Linninger auf Anhieb auf 37,63 % und 8 Mandate, von denen eines zu Lasten der FPÖ ging.
Nach der Wahl kam es innerhalb der SPÖ zu Unstimmigkeiten, denn nicht die aus Wiener Neustadt zugezogene Linninger, die bei der Bürgermeisterwahl 27,69 % der Stimmen für sich verbuchen konnte, wird als Vizebürgermeisterin in den Gemeindevorstand einziehen, sondern der gestandene Marzer Jürgen Lehrner, während Linninger nicht einmal eines der acht SPÖ-Mandate erhielt. Lehrner hatte nach der Wahl eine interne Neufestlegung der Spitzenposition verlangt, da er die größere Anzahl an Vorzugsstimmen erreicht hatte. Den Vorwurf der Wählertäuschung wies Ortsparteichef und Gemeindevorstand Roman Schiller zurück. Linninger erklärte, in der Marzer SPÖ nicht mehr mitwirken zu wollen.

#### Neudorf bei Parndorf
Nur einen Tag nachdem Langzeitbürgermeister Stefan Mikula (ÖVP), der mit 27 Amtsjahren der längst dienende Bürgermeister des Burgenlandes war und der Gemeinde seit der Trennung der Großgemeinde mit Gattendorf und Potzneusiedl 1990 vor stand, im Rahmen einer Feier verabschiedet wurde, kam es bei der Gemeinderatswahl 2017 zur Umfärbung der Gemeinde. Die ÖVP fiel von sieben auf vier Mandate und verlor nach 27 Jahren ihre Mehrheit an die SPÖ, die von sechs auf neun Mandate zulegte und nunmehr die absolute Mehrheit im Gemeinderat hält. Auch für den designierten Nachfolger von Mikula, Helmut Loncsar, endete die Bürgermeisterdirektwahl mit einer herben Enttäuschung, denn dieser erreichte mit 27,20 % noch weniger Stimmen als seine ÖVP (30,87 %). Neuer Bürgermeister wurde Karel Lentsch (SPÖ), der beachtliche 72,80 % der Wählerstimmen für sich verbuchen konnte.

#### Neusiedl am See

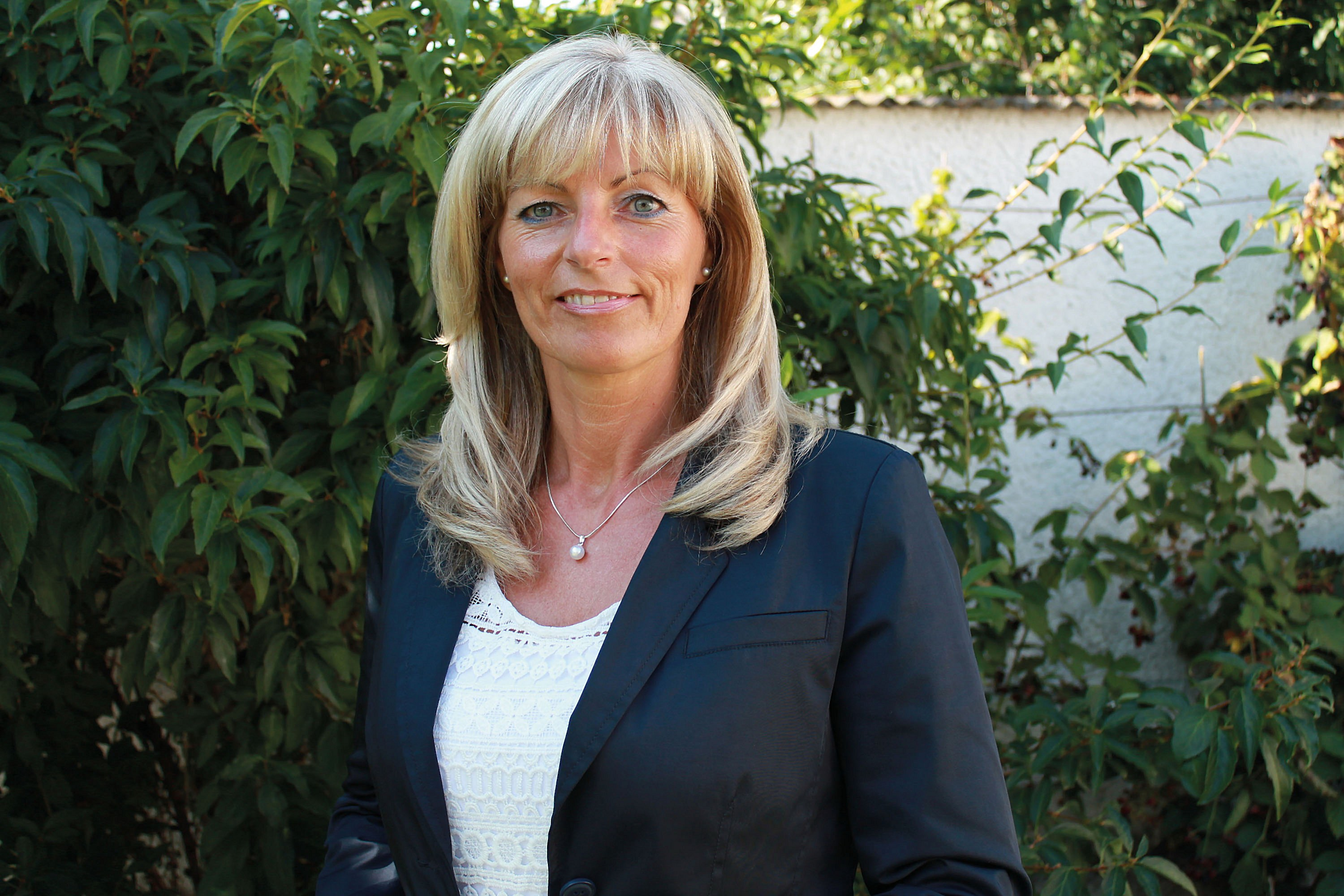
Neue Bürgermeisterin der Bezirkshauptstadt Neusiedl am See: Elisabeth Böhm

Schwere Verluste für die ÖVP brachte die Gemeinderatswahl 2017 in Neusiedl am See. War der Verlust von 4,86 % der Stimmen und eines Gemeinderatsmandats noch einigermaßen zu verkraften, so schmerzt der Verlust des Bürgermeistersessels umso mehr. Die ÖVP hatte als Nachfolger von Kurt Lentsch, der seit 1997 als Bürgermeister agierte, Thomas Halbritter in Position gebracht. Dieser verfehlte aber mit nur 43,06 % klar die Mehrheit und musste daher in eine Stichwahl gegen die bisherige SPÖ-Vizebürgermeisterin Elisabeth Böhm, die mit 40,13 % nur knapp dahinter lag. In der Stichwahl legte Böhm dann kräftig zu, holte sich einen Großteil der Stimmen der ausgeschiedenen Kandidaten und mit 53,81 % die Position des Bürgermeisters. Halbritter erreichte nur 46,19 % und musste sich deutlich geschlagen geben. Die 48-jährige Angestellte und gelernte Bankkauffrau hat damit gleich zwei bemerkenswerte Tatsachen geschafft, denn noch nie stand eine Frau an der Spitze der Bezirkshauptstadt Neusiedl am See, der zweitgrößten Gemeinde des Burgenlandes, und noch nie seit 1921 hatte eine Sozialdemokratin das Amt des Bürgermeisters über.

#### Parndorf
Die Zeit der SPÖ, die bis 2012 noch die Mehrheit in der Gemeinde hatte, scheint in Parndorf endgültig vorbei. Sie verlor neuerlich 8,85 % und hält nur mehr bei 26,15 %. Damit musste sie zwei Mandate, eines an die Grünen und eines an die FPÖ, abgeben. Die unabhängige Liste Parndorf (LIPA) erreichte 54,53 % und konnte damit ihren Stimmanteil nahezu unverändert halten. LIPA-Bürgermeister Wolfgang Kovacs konnte seinen Stimmenanteil um knapp 3 % ausbauen und erhielt nunmehr 72,22 %. Er ist damit der einzige Bürgermeister des Burgenlands, der nicht einer Partei angehört.

#### Ritzing
Mit großer Spannung wurde nach den zahlreichen Querelen zwischen Bürgermeister Walter Roisz (ÖVP) und dem Vizebürgermeister und Amtsleiter Johann Reißner (SPÖ) das Ergebnis in der Gemeinde Ritzing erwartet. Der Grund ist einerseits, dass der Bürgermeister den Amtsleiter Arbeitsverweigerung vorgeworfen und ihn suspendiert hat, sowie andererseits, dass der Bürgermeister mehr als 70-mal bei der Aufsichtsbehörde angezeigt wurde. Beide Parteien zogen mit neuen Spitzenkandidaten in die Wahl. Dabei konnte kein Kandidat eine qualifizierte Mehrheit erreichen, weshalb diese in der Stichwahl am 29. Oktober neuerlich gegeneinander antreten müssen. Im ersten Wahlgang hatte Robert Trimmel (SPÖ) mit 361 Stimmen die Mehrheit vor Ernst Horvath (ÖVP, 312) für sich. Der Grün-Kandidat Andreas Guzmits blieb mit 214 Stimmen auf der Strecke. Die SPÖ eroberte bei der Stichwahl schließlich das Bürgermeisteramt von der ÖVP: Gert Polster erhielt 54,41 % der Stimmen.

#### Sieggraben
Eine regelrechte Sensation brachte die Wahl in der mittelburgenländischen Gemeinde Sieggraben. Die seit 62 Jahren dominierende ÖVP verlor 12,88 %, fiel auf 45,23 % zurück und verlor 3 Mandate. Die SPÖ legte um 9,21 % zu und überholte mit 47,37 % die ÖVP. Sie gewann zwei Mandate dazu. Ein Mandat ging an die neue Liste Zukunft Sieggraben, die es auf 7,40 % brachte. Noch bitterer als der Verlust der Mehrheit war für die ÖVP der Verlust des Bürgermeisters. Trotz eines weiteren Mitbewerbers der Liste Zukunft Sieggraben konnte sich der bisherige Vizebürgermeister Andreas Gradwohl (SPÖ) mit 51,58 % gleich im ersten Wahlgang durchsetzen und zum neuen Bürgermeister küren. Der bisherige Amtsinhaber Vinzenz Jobst (ÖVP), der seit 25 Jahren im Amt war, brachte es diesmal nur auf 43,13 %, womit er 17,45 % verlor.

### Im ersten Wahlgang gewählte Bürgermeister

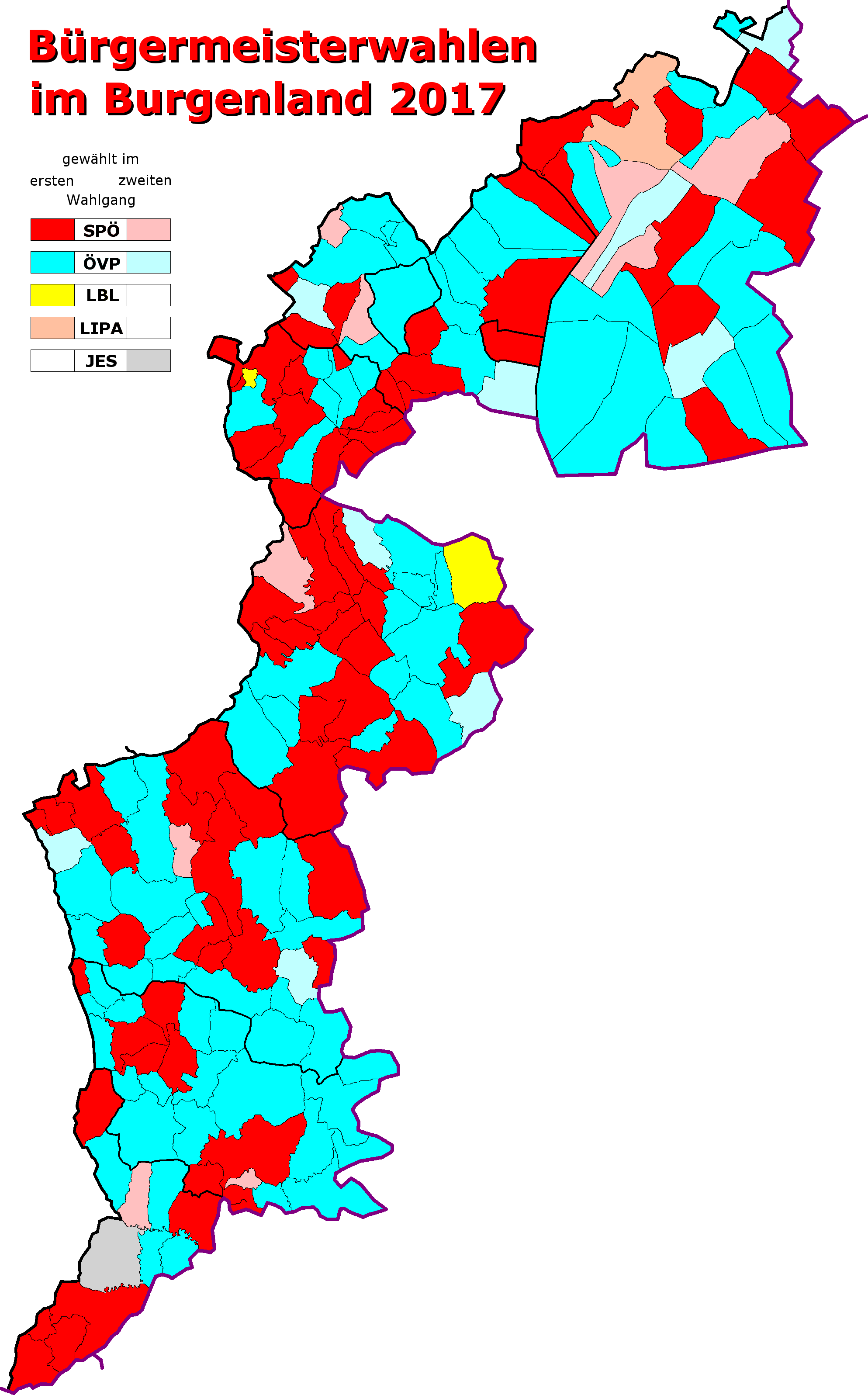
Ergebnis der Bürgermeisterwahlen nach dem zweiten Wahlgang

In 152 von 171 Gemeinden erhielt einer der Bürgermeisterkandidaten im ersten Wahlgang die absolute Mehrheit. Mit jeweils 74 Gemeindevorstehern ergab sich für die SPÖ und die ÖVP ein ausgeglichenes Ergebnis. Die Liste Burgenland konnte ihre beiden Bürgermeister verteidigen. In 19 Gemeinden wurde die Entscheidung bis zur Stichwahl, bei der nur mehr die beiden stimmenstärksten Kandidaten antreten durften, vertagt.
Das herausragendste Ergebnis gab es im südburgenländischen Mühlgraben (Bezirk Jennersdorf). Dort wurde der erst 20-jährige SPÖ-Kandidat Fabio Halb mit 79,44 % zum Bürgermeister gekürt. Er übertraf damit seinen Vorgänger Reinhard Knaus um beachtliche 19,25 % und ist dadurch mit Abstand der jüngste Bürgermeister nicht nur des Burgenlands, sondern von Österreich. Parallel dazu konnte die örtliche SPÖ noch um 5,56 % zulegen und hält nunmehr bei 63,87 %, womit ein Mandat der FPÖ, die diesmal nicht antrat, gewonnen wurde. Jüngster ÖVP-Bürgermeister im Burgenland ist der 24-jährige Daniel Ziniel in der Gemeinde Badersdorf (Bezirk Oberwart). Ziniel übernahm bereits in der Gemeinderatssitzung am 12. Jänner 2017 den Bürgermeistersessel von Franz Heiden, der 24 Jahre im Amt war. Zum Zeitpunkt der Wahl war er der jüngste Bürgermeister des Bungenlands. Bei der Gemeinderatswahl kam er auf 85,65 %, womit er gegenüber Heiden noch um 8,14 % zulegen konnte.
Großer Jubel herrschte bei der ÖVP in Hornstein. Dort gelang es dem ÖVP-Landesgeschäftsführer Christoph Wolf im zweiten Anlauf die bisherige Dominanz der SPÖ zu brechen. Wolf legte um 15,42 % zu und wurde mit 56,98 % im ersten Wahlgang zum Bürgermeister gekürt. Judith Pratl, die Anfang 2017 die Nachfolge von Langzeitbürgermeister Herbert Worschitz angetreten hatte, kam lediglich auf 43,02 % und musste nach nur neun Monaten den Bürgermeistersessel wieder räumen. Parallel dazu drehte die Mehrheit um und hält mit 55,77 % bei 13 Mandaten, während es die SPÖ nur mehr auf 44,23 % und 10 Mandate brachte.
- SPÖ (74 Bürgermeister):[51] Tschanigraben (98,36 %), Olbendorf (92,62 %), Neustift bei Güssing (89,57 %), Siegendorf (85,65 %), Neutal (83,96 %), Grafenschachen (82,92 %), Kemeten (81,02 %), Rohrbach bei Mattersburg (80,21 %), Heiligenkreuz im Lafnitztal (80,05 %), Bruckneudorf (79,99 %), Neufeld an der Leitha (79,95 %), Rauchwart (79,71 %), Mühlgraben (79,44 %), Baumgarten (79,13 %), Schattendorf (78,68 %), Draßburg (77,85 %), Bocksdorf (77,53 %), Mariasdorf (76,84 %), Weppersdorf (75,58 %), Neustift an der Lafnitz (75,20 %), Markt St. Martin (74,77 %), Deutsch Jahrndorf (74,48 %), Stadtschlaining (74,08 %), Sigleß (73,72 %), Neudorf bei Parndorf (72,80 %), Weingraben (72,73 %), Hirm (72,50 %), Stoob (71,65 %), Trausdorf an der Wulka (71,19 %), Rotenturm an der Pinka (70,57 %), Deutsch Kaltenbrunn (68,78 %), Minihof-Liebau (67,05 %), Inzenhof (65,88 %), Wallern im Burgenland (65,00 %), Lackenbach (64,98 %), Jabing (64,71 %), Neudörfl (64,69 %), Klingenbach (64,27 %), Piringsdorf (63,44 %), Schandorf (62,99 %), Breitenbrunn am Neusiedler See (62,83 %), Müllendorf (62,58 %), Bernstein (62,10 %), Gols (61,83 %), Stegersbach (61,70 %), Pinkafeld (61,40 %), Güssing (60,55 %), Winden am See (60,46 %), Zagersdorf (60,41 %), Rechnitz (59,87 %), Nikitsch (59,86 %), Unterkohlstätten (59,10 %), Lockenhaus (58,80 %), Oggau am Neusiedler See (58,72 %), Mannersdorf an der Rabnitz (58,08 %), St. Martin an der Raab (57,93 %), Mattersburg (57,92 %), Rust (57,54 %), Wörterberg (57,44 %), Lackendorf (57,27 %), Unterfrauenhaid (56,42 %), Pama (55,74 %), Riedlingsdorf (55,18 %), Großpetersdorf (54,25 %), Zillingtal (54,01 %), Forchtenstein (53,81 %), Illmitz (52,93 %), Nickelsdorf (52,41 %), Frauenkirchen (52,40 %), Sieggraben (51,58 %), Steinberg-Dörfl (51,43 %), Neuhaus am Klausenbach (51,40 %), Kaisersdorf (50,86 %), Pöttsching (50,54 %).
- ÖVP (74 Bürgermeister):[52] Badersdorf (85,65 %), Stotzing (83,52 %), Oberschützen (81,13 %), Edelstal (78,44 %), Pilgersdorf (76,50 %), Loretto (76,15 %), Bildein (75,96 %), Strem (74,21 %), Deutsch Schützen-Eisenberg (74,03 %), Weiden bei Rechnitz (73,27 %), Leithaprodersdorf (73,13 %), Weichselbaum (72,66 %), Ollersdorf im Burgenland (72,59 %), Burgauberg-Neudauberg (72,29 %), Schützen am Gebirge (72,22 %), Sankt Margarethen im Burgenland (70,79 %), Oberloisdorf (70,70 %), Pöttelsdorf (69,43 %), Unterrabnitz-Schwendgraben (69,03 %), Halbturn (69,02 %), Krensdorf (68,44 %), Antau (68,13 %), Mönchhof (67,57 %), Pamhagen (67,38 %), Marz (67,10 %), Güttenbach (66,58 %), Donnerskirchen (66,23 %), Litzelsdorf (65,79 %), Wiesen (65,36 %), Frankenau-Unterpullendorf (65,12 %), Eberau (64,99 %), Schachendorf (64,71 %), Mogersdorf (64,50 %), Hackerberg (62,94 %), Zemendorf-Stöttera (62,34 %), St. Michael im Burgenland (62,07 %), Raiding (61,95 %), Markt Allhau (61,23 %), Andau (61,10 %), Moschendorf (60,65 %), Podersdorf am See (60,49 %), Eisenstadt (60,32 %), Großmürbisch (60,21 %), Neuberg im Burgenland (59,98 %), Oslip (59,43 %), Wiesfleck (58,44 %), Heugraben (58,23 %), Oberwart (58,10 %), Oberdorf im Burgenland (57,82 %), Großwarasdorf (57,50 %), Eltendorf (57,36 %), Unterwart (57,10 %), Hornstein (56,98 %), Gerersdorf-Sulz (56,56 %), Tadten (56,36 %), Draßmarkt (55,99 %), Potzneusiedl (55,44 %), Wolfau (55,26 %), Horitschon (54,88 %), Rudersdorf (54,78 %), Kukmirn (54,77 %), Oberpullendorf (54,33 %), Stinatz (54,11 %), Mischendorf (53,96 %), Apetlon (53,71 %), Jois (53,46 %), Heiligenbrunn (53,13 %), Neckenmarkt (52,74 %), Wulkaprodersdorf (52,36 %), Tobaj (52,20 %), Kohfidisch (51,38 %), Gattendorf (50,97 %), Purbach am Neusiedler See (50,47 %), Markt Neuhodis (50,30 %).
- LBL (2 Bürgermeister):[53][54] Bad Sauerbrunn (67,12 %), Deutschkreutz (59,92 %). Anm3
- LIPA (1 Bürgermeister):[55] Parndorf (72,22 %). Anm1
- ROHR:[56] Rohr im Burgenland (83,70 %). Anm2

Anmerkung

### Bürgermeisterwechsel

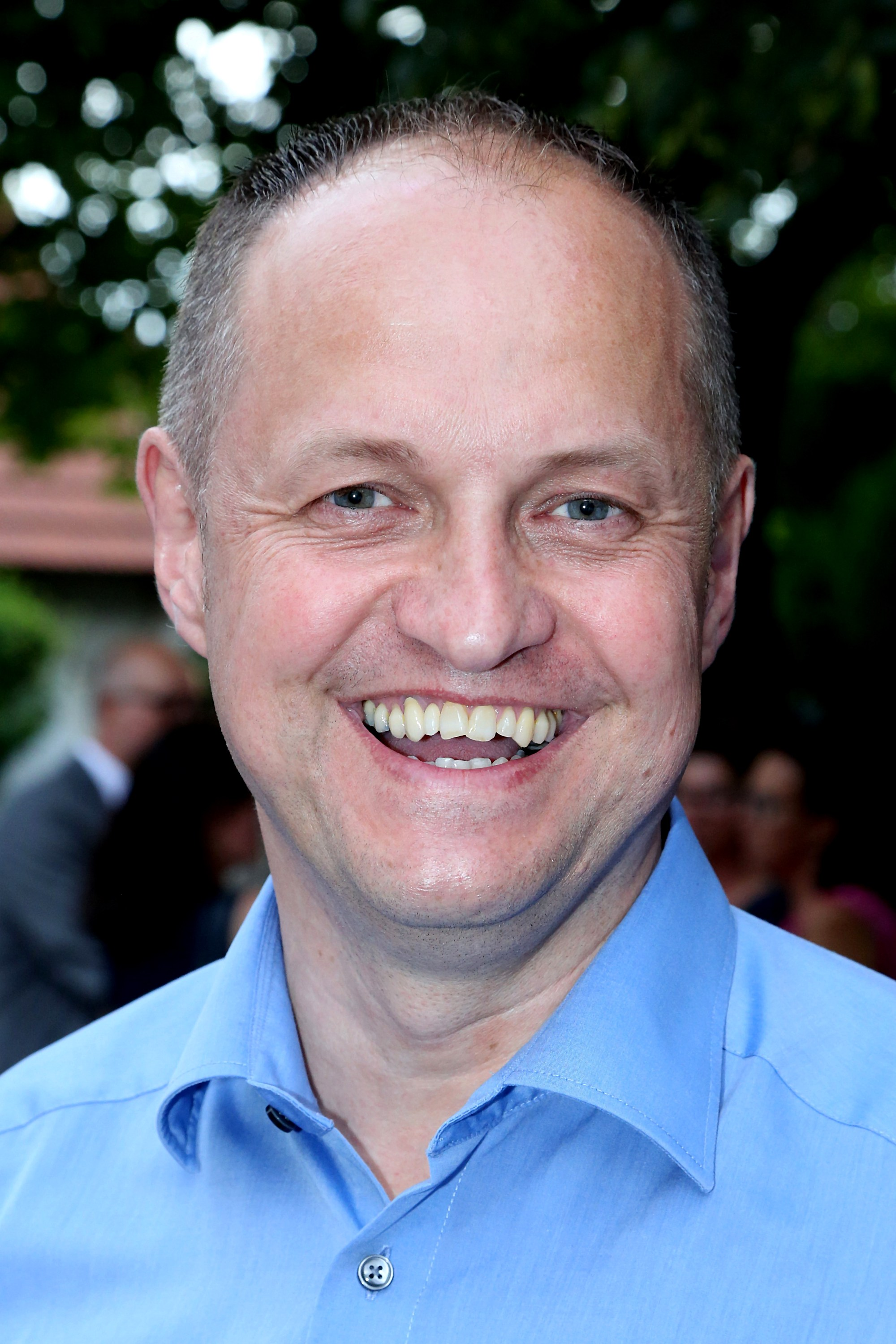
Neuer Bürgermeister von Neudorf bei Parndorf: Karel Lentsch

In den zehn Gemeinden kam es bereits im ersten Wahlgang zu Wechseln bei den Mehrheiten der Bürgermeister. Anlässlich des zweiten Wahlgangs kam es in weiteren zwölf Gemeinden zu Wechseln bei den Mehrheiten der Bürgermeister. Hier die komplette Liste:
| Gemeinde                 | 2017   | 2017                | 2017    | 2012   | 2012                   | 2012    |
| Gemeinde                 | Partei | Bürgermeister       | Prozent | Partei | Bürgermeister          | Prozent |
| ------------------------ | ------ | ------------------- | ------- | ------ | ---------------------- | ------- |
| Bad Tatzmannsdorf        | SPÖ    | Gert Polster        | 54,41   | ÖVP    | Ernst Karner           | 55,66   |
| Bocksdorf                | SPÖ    | Franz Pelzmann      | 77,53   | LB     | Adolf Schabhüttl       | 71,53   |
| Großhöflein              | SPÖ    | Heinz Heidenreich   | 54,63   | LBL    | Wolfgang Rauter        | 61,39   |
| Großmürbisch             | ÖVP    | Jürgen Kurta        | 60,21   | SPÖ    | Siegfried Klucsarits   | 52,77   |
| Hannersdorf              | ÖVP    | Gerhard Klepits     | 65,01   | SPÖ    | Erich Werderits        | 61,63   |
| Horitschon               | ÖVP    | Georg Dillhof       | 54,88   | SPÖ    | Peter Heger            | 56,22   |
| Hornstein                | ÖVP    | Christoph Wolf      | 56,98   | SPÖ    | Herbert Worschitz      | 55,56   |
| Jennersdorf              | JES    | Reinhard Deutsch    | 53,23   | ÖVP    | Wilhelm Thomas         | 64,11   |
| Jois                     | ÖVP    | Hannes Steurer      | 53,46   | SPÖ    | Leonhard Steinwandtner | 61,07   |
| Kittsee                  | ÖVP    | Johannes Hornek     | 57,04   | SPÖ    | Gabriele Nabinger      | 53,20   |
| Königsdorf               | SPÖ    | Mario Trinkl        | 53,08   | ÖVP    | Dieter Wirth           | 51,22   |
| Loipersdorf-Kitzladen    | ÖVP    | Thomas Böhm         | 53,54   | SPÖ    | Hans Oberhofer         | 62,49   |
| Markt Neuhodis           | ÖVP    | Joachim Radics      | 50,30   | SPÖ    | Johann Wallner         | 50,47   |
| Mörbisch am See          | ÖVP    | Markus Binder       | 51,24   | SPÖ    | Jürgen Marx            | 56,95   |
| Neudorf bei Parndorf     | SPÖ    | Karel Lentsch       | 72,80   | ÖVP    | Helmut Mikula          | 64,81   |
| Neuhaus am Klausenbach   | SPÖ    | Reinhard Mund       | 51,40   | ÖVP    | Helmut Sampt           | 59,80   |
| Neusiedl am See          | SPÖ    | Elisabeth Böhm      | 53,81   | ÖVP    | Kurt Lentsch           | 52,04   |
| Sieggraben               | SPÖ    | Andreas Gradwohl    | 51,58   | ÖVP    | Vinzenz Jobst          | 60,58   |
| Steinbrunn               | ÖVP    | Thomas Kittelmann   | 52,44   | SPÖ    | Klaus Mezgolits        | 52,94   |
| St. Andrä am Zicksee     | ÖVP    | Andreas Sattler     | 62,75   | SPÖ    | Erich Goldenitsch      | 59,60   |
| Tadten                   | ÖVP    | Willibald Goldenits | 56,36   | SPÖ    | Robert Csukker         | 54,74   |
| Wimpassing an der Leitha | SPÖ    | Ernst Edelmann      | 50,69   | ÖVP    | Josef Wolowiec         | 84,87   |

In acht Gemeinden gab es einen Wechsel der Bürgermeister, jedoch ohne Wechsel der Parteizugehörigkeit: Andau, Deutsch Jahrndorf, Illmitz, Mannersdorf an der Rabnitz, Oberdorf im Burgenland, Oberwart, Schützen am Gebirge und Wulkaprodersdorf.

### Bürgermeister ohne Mehrheit im Gemeinderat
Hatten mach den Gemeinderats- und Bürgermeisterwahlen vom 1. Oktober 2017 lediglich 13 Bürgermeister keine absolute Mehrheit im Gemeinderat, so kamen nach den engeren Wahlen vom 29. Oktober 2017 weitere 16 Gemeinden dazu, in denen die Bürgermeister keine absolute Mehrheit im Gemeinderat haben. Diese 29 Gemeinden sind:
| Gemeinde                 | Partei | Bürgermeister         | Mandate Partei Bürgermeister | Mandate im Gemeinderat gesamt |
| ------------------------ | ------ | --------------------- | ---------------------------- | ----------------------------- |
| Andau                    | ÖVP    | Andreas Peck          | 11                           | 23                            |
| Bad Tatzmannsdorf        | SPÖ    | Gert Polster          | 07                           | 19                            |
| Eltendorf                | ÖVP    | Josef Pfeiffer        | 07                           | 15                            |
| Forchtenstein            | SPÖ    | Friederike Reismüller | 11                           | 23                            |
| Gattendorf               | ÖVP    | Franz Vihanek         | 09                           | 19                            |
| Großhöflein              | SPÖ    | Heinz Heidenreich     | 10                           | 21                            |
| Hannersdorf              | ÖVP    | Gerhard Klepits       | 06                           | 15                            |
| Horitschon               | ÖVP    | Georg Dillhof         | 10                           | 21                            |
| Jennersdorf              | JES    | Reinhard Deutsch      | 07                           | 25                            |
| Kittsee                  | ÖVP    | Johannes Hornek       | 09                           | 23                            |
| Kleinmürbisch            | SPÖ    | Martin Frühwirth      | 04                           | 09                            |
| Kohfidisch               | ÖVP    | Norbert Sulyok        | 09                           | 19                            |
| Königsdorf               | SPÖ    | Mario Trinkl          | 05                           | 13                            |
| Kukmirn                  | ÖVP    | Werner Kemetter       | 10                           | 21                            |
| Loipersdorf-Kitzladen    | ÖVP    | Thomas Böhm           | 08                           | 19                            |
| Lutzmannsburg            | ADL    | Christian Rohrer      | 05                           | 15                            |
| Markt Neuhodis           | ÖVP    | Joachim Radics        | 07                           | 15                            |
| Mörbisch am See          | ÖVP    | Markus Binder         | 09                           | 21                            |
| Neuhaus am Klausenbach   | SPÖ    | Reinhard Mund         | 07                           | 15                            |
| Neusiedl am See          | SPÖ    | Elisabeth Böhm        | 10                           | 25                            |
| Ritzing                  | ÖVP    | Ernst Horvath         | 05                           | 15                            |
| Sieggraben               | SPÖ    | Andreas Gradwohl      | 09                           | 19                            |
| Steinbrunn               | ÖVP    | Thomas Kittelmann     | 09                           | 23                            |
| Stinatz                  | ÖVP    | Andreas Grandits      | 09                           | 19                            |
| Weiden am See            | ÖVP    | Wilhelm Schwartz      | 11                           | 23                            |
| Wimpassing an der Leitha | SPÖ    | Ernst Edelmann        | 09                           | 19                            |
| Wolfau                   | ÖVP    | Walter Pfeiffer       | 08                           | 19                            |
| Wulkaprodersdorf         | ÖVP    | Friedrich Zarits      | 10                           | 21                            |
| Zurndorf                 | SPÖ    | Werner Friedl         | 09                           | 21                            |

### Bürgermeisterstichwahlen
In folgenden 19 Gemeinden hat kein Bürgermeisterkandidat im ersten Wahlgang eine qualifizierte Mehrheit erreicht, weshalb eine Stichwahl zwischen den beiden stimmstärksten Kandidaten erforderlich war, die am 29. Oktober stattfand. Die SPÖ-Kandidaten gewannen dabei in neun Gemeinden, die ÖVP in acht, die Aktive Dorfliste (ADL) in einer und die Bürgerliste Jennersdorf (JES) ebenfalls in einer Gemeinde.
| Ergebnisse der engeren Bürgermeisterwahlen | Ergebnisse der engeren Bürgermeisterwahlen                  | Ergebnisse der engeren Bürgermeisterwahlen | Ergebnisse der engeren Bürgermeisterwahlen | Ergebnisse der engeren Bürgermeisterwahlen | Ergebnisse der engeren Bürgermeisterwahlen | Ergebnisse der engeren Bürgermeisterwahlen | Ergebnisse der engeren Bürgermeisterwahlen | Ergebnisse der engeren Bürgermeisterwahlen | Ergebnisse der engeren Bürgermeisterwahlen | Ergebnisse der engeren Bürgermeisterwahlen |
| ------------------------------------------ | ----------------------------------------------------------- | ------------------------------------------ | ------------------------------------------ | ------------------------------------------ | ------------------------------------------ | ------------------------------------------ | ------------------------------------------ | ------------------------------------------ | ------------------------------------------ | ------------------------------------------ |
|                                            | Kandidaten (die gewählten Bürgermeister sind fett gedruckt) | Partei                                     | Ergebnis 29. Oktober 2017                  | Ergebnis 29. Oktober 2017                  | Ergebnis 29. Oktober 2017                  | Ergebnis 1. Oktober 2017                   | Ergebnis 1. Oktober 2017                   | Ergebnis 2012                              | Ergebnis 2012                              | Anmerkung                                  |
| Gemeinde                                   | Kandidaten (die gewählten Bürgermeister sind fett gedruckt) | Partei                                     | Stimmen                                    | %                                          | Diff. in %                                 | Stimmen                                    | %                                          | Stimmen                                    | %                                          | Anmerkung                                  |
| Bad Tatzmannsdorf                          | Gert Polster                                                | SPÖ                                        | 555                                        | 54,41                                      | +13,11                                     | 446                                        | 41,30                                      | 371                                        | 35,60                                      |                                            |
| Bad Tatzmannsdorf                          | Barbara Baldasti                                            | ÖVP                                        | 465                                        | 45,59                                      | +16,33                                     | 316                                        | 29,26                                      | 580                                        | 55,66                                      | Vorgänger Ernst Karner                     |
| Großhöflein                                | Heinz Heidenreich                                           | SPÖ                                        | 702                                        | 54,63                                      | +4,78                                      | 664                                        | 49,85                                      | 425                                        | 29,43                                      | Vorgänger Oswald Kucher                    |
| Großhöflein                                | Maria Zoffmann                                              | ÖVP                                        | 583                                        | 45,37                                      | +13,24                                     | 428                                        | 32,13                                      | 400                                        | 27,70                                      | Vorgänger Ondrag                           |
| Hannersdorf                                | Gerhard Klepits                                             | ÖVP                                        | 457                                        | 65,01                                      | +21,56                                     | 325                                        | 43,45                                      | 154                                        | 21,33                                      | Vorgänger Kristaloczi                      |
| Hannersdorf                                | Roland Gabriel                                              | SPÖ                                        | 246                                        | 34,99                                      | +2,19                                      | 246                                        | 32,89                                      | 445                                        | 61,63                                      | Vorgänger Roland Gabriel                   |
| Jennersdorf                                | Bernhard Hirczy                                             | ÖVP                                        | 1363                                       | 46,77                                      | +5,39                                      | 1179                                       | 41,38                                      | 1699                                       | 64,11                                      | Vorgänger Wilhelm Thomas                   |
| Jennersdorf                                | Reinhard Deutsch                                            | JES                                        | 1551                                       | 53,23                                      | +27,26                                     | 740                                        | 25,97                                      | –                                          | –                                          | neue Liste                                 |
| Kittsee                                    | Johannes Hornek                                             | ÖVP                                        | 851                                        | 57,04                                      | +18,91                                     | 609                                        | 38,13                                      | 515                                        | 35,25                                      | Vorgänger Franz Buchta                     |
| Kittsee                                    | Gabriele Nabinger                                           | SPÖ                                        | 641                                        | 42,96                                      | +8,40                                      | 552                                        | 34,56                                      | 601                                        | 41,14                                      | amtierende Bürgermeisterin                 |
| Kleinmürbisch                              | Martin Frühwirth                                            | SPÖ                                        | 122                                        | 51,26                                      | +10,12                                     | 105                                        | 46,26                                      | 146                                        | 63,76                                      | amtierender Bürgermeister                  |
| Kleinmürbisch                              | Wolfgang Wolf                                               | ÖVP                                        | 116                                        | 48,74                                      | +12,50                                     | 102                                        | 44,93                                      | 83                                         | 36,24                                      | Vorgänger Schaberl                         |
| Kobersdorf                                 | Klaus Schütz                                                | SPÖ                                        | 789                                        | 53,71                                      | +6,18                                      | 722                                        | 47,53                                      | 797                                        | 49,17                                      | amtierender Bürgermeister                  |
| Kobersdorf                                 | Martina Pauer                                               | ÖVP                                        | 680                                        | 46,29                                      | +13,11                                     | 504                                        | 33,18                                      | 569                                        | 35,10                                      |                                            |
| Königsdorf                                 | Dieter Wirth                                                | ÖVP                                        | 289                                        | 46,92                                      | +1,36                                      | 277                                        | 45,56                                      | 314                                        | 51,22                                      | amtierender Bürgermeister                  |
| Königsdorf                                 | Mario Trinkl                                                | SPÖ                                        | 327                                        | 53,08                                      | +15,25                                     | 230                                        | 37,83                                      | 299                                        | 48,78                                      |                                            |
| Loipersbach im Burgenland                  | Erhard Aminger                                              | SPÖ                                        | 464                                        | 55,90                                      | +7,59                                      | 387                                        | 48,31                                      | 527                                        | 62,37                                      | amtierender Bürgermeister                  |
| Loipersbach im Burgenland                  | Roman Amring                                                | FPÖ                                        | 366                                        | 44,10                                      | +15,01                                     | 233                                        | 29,09                                      | 155                                        | 18,34                                      | Vorgänger Zeltner                          |
| Loipersdorf-Kitzladen                      | Jürgen Zimara                                               | SPÖ                                        | 460                                        | 46,46                                      | +2,20                                      | 432                                        | 44,26                                      | 593                                        | 62,49                                      | Vorgänger Oberhofer                        |
| Loipersdorf-Kitzladen                      | Thomas Böhm                                                 | ÖVP                                        | 530                                        | 53,54                                      | +10,40                                     | 421                                        | 43,14                                      | 356                                        | 37,51                                      |                                            |
| Lutzmannsburg                              | Christian Rohrer                                            | ADL                                        | 427                                        | 62,89                                      | +13,09                                     | 368                                        | 49,80                                      | 287                                        | 36,65                                      | amtierender Bürgermeister                  |
| Lutzmannsburg                              | Roman Kainrath                                              | SPÖ                                        | 252                                        | 37,11                                      | +8,15                                      | 214                                        | 28,96                                      | 197                                        | 25,16                                      |                                            |
| Mörbisch am See                            | Markus Binder                                               | ÖVP                                        | 850                                        | 51,24                                      | +2,05                                      | 757                                        | 49,19                                      | 446                                        | 29,81                                      | Vorgänger Cvitkovits                       |
| Mörbisch am See                            | Jürgen Marx                                                 | SPÖ                                        | 809                                        | 48,76                                      | +1,91                                      | 721                                        | 46,85                                      | 852                                        | 56,95                                      | amtierender Bürgermeister                  |
| Neusiedl am See                            | Thomas Halbritter                                           | ÖVP                                        | 2013                                       | 46,19                                      | +3,13                                      | 1968                                       | 43,06                                      | 2054                                       | 52,04                                      | Vorgänger Kurt Lentsch                     |
| Neusiedl am See                            | Elisabeth Böhm                                              | SPÖ                                        | 2345                                       | 53,81                                      | +13,68                                     | 1834                                       | 40,13                                      | 1706                                       | 43,22                                      |                                            |
| Ritzing                                    | Robert Trimmel                                              | SPÖ                                        | 402                                        | 46,10                                      | +5,40                                      | 381                                        | 40,70                                      | 354                                        | 39,82                                      | Vorgänger Johann Reißner                   |
| Ritzing                                    | Ernst Horvath                                               | ÖVP                                        | 470                                        | 53,90                                      | 18,73                                      | 312                                        | 35,17                                      | 409                                        | 46,01                                      | Vorgänger Walter Roisz                     |
| Steinbrunn                                 | Gerhard Frasz                                               | SPÖ                                        | 856                                        | 47,56                                      | +0,75                                      | 857                                        | 46,81                                      | 837                                        | 52,94                                      | Vorgänger Klaus Mezgolits                  |
| Steinbrunn                                 | Thomas Kittelmann                                           | ÖVP                                        | 944                                        | 52,44                                      | +8,15                                      | 811                                        | 44,29                                      | 615                                        | 38,90                                      |                                            |
| St. Andrä am Zicksee                       | Andreas Sattler                                             | ÖVP                                        | 672                                        | 62,75                                      | +13,38                                     | 548                                        | 49,37                                      | 440                                        | 40,40                                      | Vorgänger Glück                            |
| St. Andrä am Zicksee                       | Erich Goldenitsch                                           | SPÖ                                        | 399                                        | 37,25                                      | −0,77                                      | 422                                        | 38,02                                      | 649                                        | 59,60                                      | amtierender Bürgermeister                  |
| Weiden am See                              | Wilhelm Schwartz                                            | ÖVP                                        | 951                                        | 52,17                                      | +3,15                                      | 928                                        | 49,02                                      | 1073                                       | 61,24                                      | amtierender Bürgermeister                  |
| Weiden am See                              | Heinrich Hareter                                            | SPÖ                                        | 872                                        | 47,83                                      | +14,50                                     | 631                                        | 33,33                                      | 679                                        | 38,76                                      | Vorgänger Flacker                          |
| Wimpassing an der Leitha                   | Marion Pöschl                                               | ÖVP                                        | 430                                        | 49,31                                      | +7,42                                      | 367                                        | 41,89                                      | 606                                        | 84,87                                      | Vorgänger Josef Wolowiec                   |
| Wimpassing an der Leitha                   | Ernst Edelmann                                              | SPÖ                                        | 442                                        | 50,69                                      | +10,28                                     | 354                                        | 40,41                                      | –                                          | –                                          | nicht kandidiert                           |
| Zurndorf                                   | Werner Friedl                                               | SPÖ                                        | 851                                        | 54,00                                      | +8,44                                      | 729                                        | 45,56                                      | 1027                                       | 66,26                                      | amtierender Bürgermeister                  |
| Zurndorf                                   | Werner Falb-Meixner                                         | ÖVP                                        | 725                                        | 46,00                                      | +11,44                                     | 553                                        | 34,56                                      | 250                                        | 16,13                                      | Vorgänger Pronai                           |

### Hauptamtliche Bürgermeister
Am Ende des Jahres 2016 hat der burgenländische Landtag das Gemeinderecht dahingehend reformiert, dass den Bürgermeistern erstmals die Möglichkeit geboten wird, ihre politische Tätigkeit in der Gemeinde hauptberuflich auszuüben. Die Entlohnung steigt dafür gemäß § 25b des Gemeindebezügegesetzes um 25 Prozent, allerdings dürfen diese daneben kein steuerpflichtiges Einkommen über der Geringfügigkeitsgrenze haben. Die Bürgermeister haben dafür spätestens vier Wochen nach der Angelobung eine schriftliche Erklärung abzugeben, ob sie ihre die Funktion haupt- oder nebenberuflich ausüben möchten. Bei der Abteilung des Landes liegen lediglich vier Anträge vor. Diese betreffen die Gemeinden Deutsch Jahrndorf (Gerhard Bachmann), Deutsch Kaltenbrunn (Andrea Reichl), Neusiedl am See (Elisabeth Böhm) und Purbach am Neusiedler See (Richard Hermann). Nachdem es genügt, die Erklärung lediglich am Gemeindeamt abzugeben, kann die Gemeindeabteilung zum Stichtag 22. November 2017 keine zuverlässige Aussage über die Anzahl treffen, es wird jedoch erhoben. Während der ÖVP-Gemeindebund nicht an Dunkelziffern glaubt, wird beim SPÖ-Gemeindevertreterverband die Anzahl hauptberuflicher Bürgermeister auf bis zu zehn geschätzt.

### Wahlanfechtungen

#### Deutschkreutz
Wie die ÖVP am 2. Oktober 2017 bekannt gab, wird sie die Wahl in der Weinbaugemeinde Deutschkreutz anfechten, weil es Widersprüchlichkeiten bei mehr als einhundert Wahlkarten gab. Wie ÖVP-Landesgeschäftsführer Christoph Wolf betonte, wird die Ortspartei eine Sachverhaltsdarstellung an die Landeswahlbehörde und an die Staatsanwaltschaft senden, dass auf den beanstandeten Stimmzetteln die Kreuze gleich aussehen. Sie möchte dadurch Klarheit schaffen. Vorläufiger Wahlsieger in Deutschkreutz wurde die LBL mit 42,78 % (10 Mandate), vor der ÖVP (29,04/7) und der SPÖ (28,18/6). Die Bürgermeisterwahl gewann der frühere FPÖ- und nunmehrige LBL-Bürgermeister Manfred Kölly mit 59,92 %, vor Johann Steinhofer (SPÖ, 22,99 %) und Andreas Kacsits (ÖVP, 17,09 %). Am 13. Oktober 2017 wurde bekannt, dass nach den Prüfungen der Landeswahlbehörde ebenso die Staatsanwaltschaft wegen Amtsmissbrauch Ermittlungen tätigen werde. Da Kölly als Landtagsabgeordneter politische Immunität genießt, musste der burgenländische Landtag diese erst aufheben, ehe die Staatsanwaltschaft ermitteln darf. Ein diesbezüglicher Antrag wurde bei allen Landtagsparteien eingebracht. Gegenstand der Ermittlungen war, dass die Kreuze bei 223 Stimmzetteln „in annähernd identer Art“ angebracht worden seien. Bis zu einer Entscheidung der Landeswahlbehörde blieben der Bürgermeister und der letzte Gemeinderat weiter im Amt. Die ÖVP-Burgenland hat Kölly in einer Presseaussendung von Landesgeschäftsführer Christoph Wolf zum Rücktritt aufgefordert.
Wie die Landeswahlbehörde am 30. November 2017 bekannt gab, wurde die Immunität von Kölly am 16. November aufgehoben – selbst Kölly hatte den Antrag unterstützt –, womit die Staatsanwaltschaft Eisenstadt in der Causa federführend ermitteln konnte. Seitens der Landeswahlbehörde wurden graphologische Gutachten eingeholt und Zeugen befragt.
Bei der am 9. September 2018 durchgeführten Wiederholungswahl gewann die LBL mit 36,91 % ein Mandat weniger als 2017 (9 statt 10 Mandate), vor der ÖVP, die ein Mandat hinzugewann (36,15/8) und der SPÖ (26,94/6). Die Bürgermeisterwahl gewann Manfred Kölly mit 49,08 %, vor Andreas Kacsits (ÖVP, 29,66 %) und Johann Steinhofer (SPÖ, 21,27 %). Kölly verlor bei der Wiederholungswahl gegenüber der ungültigen Wahl über 10 %, während sein Kontrahent Kacsits mehr als 12 % hinzugewann.

#### Kittsee
Am 6. November 2017 wurde bekannt, dass die Liste Kittsee (LIKI) das Ergebnis der Gemeinderatswahl in Kittsee angefochten hat. Hintergrund ist die auffällig hohe Anzahl an ungültigen Stimmen. Tatsächlich wurden bei 1651 abgegebenen Stimmen, 158 ungültig gewertet, was einen Anteil von 9,57 Prozent ergibt. Es wurde eine Neuauszählung gefordert, da es auffällig viele ungültige Stimmen gegeben habe. Der Vorsitzende der Liste Kittsee (LIKI), David Valentin, vermutet zwar keine Wahlmanipulation, jedoch Ungenauigkeiten bei der Auszählung, die „unter Zeitdruck nur einmal erfolgte“. Hintergrund der Anfechtung ist, dass der LIKI, die ihren Anteil um 2,02 steigerte, lediglich eine einzige Stimme auf den Gewinn des fünften Mandats fehlt. Die Bürgermeisterwahl, die erst im zweiten Wahlgang zugunsten von Johannes Hornek (ÖVP) entschieden wurde, wurde nicht beeinsprucht. Die Landeswahlbehörde werde die Anfechtung prüfen.
Die Landeswahlbehörde hatte sich am 30. November 2017 mit dem Einspruch der LIKI befasst. Das neunköpfige Gremium kam dabei einstimmig zum Schluss, dass das Verfahren „mangels Substanz“ abzuweisen sein. In diesem Zusammenhang wurde bekannt, dass es auch in Bernstein einen Einspruch einer Privatperson gab, der ebenfalls mangels Substanz abgewiesen wurde.

## Gemeinderatswahlen seit 1950
WB in % = Wahlbeteiligung in %; M. = Mandate
| Wahltermin | Wahlberechtigte | abgegebene Stimmen | WB in % | davon ungültig | davon gültig | Mandate gesamt | SPÖ     | SPÖ  | SPÖ     | ÖVP     | ÖVP  | ÖVP     | FPÖ     | FPÖ | FPÖ | Grüne, LBL und sonstige | Grüne, LBL und sonstige | Grüne, LBL und sonstige |
| Wahltermin | Wahlberechtigte | abgegebene Stimmen | WB in % | davon ungültig | davon gültig | Mandate gesamt | Stimmen | %    | Mandate | Stimmen | %    | Mandate | Stimmen | %   | M.  | Stimmen                 | %                       | M.                      |
| ---------- | --------------- | ------------------ | ------- | -------------- | ------------ | -------------- | ------- | ---- | ------- | ------- | ---- | ------- | ------- | --- | --- | ----------------------- | ----------------------- | ----------------------- |
| 26.11.1950 | 172.493         | 151.853            | 88,0    | 1.375          | 150.478      | 3.710          | 67.981  | 45,2 | 1.532   | 75.064  | 49,9 | 2.065   | 7.433   | 4,9 | 113 | nicht kandidiert        | nicht kandidiert        | nicht kandidiert        |
| 28.11.1954 | 173.545         | 157.042            | 90,5    | 2.086          | 154.956      | 3.694          | 70.501  | 45,5 | 1.576   | 75.198  | 48,5 | 1.988   | 9.257   | 6,0 | 130 | nicht kandidiert        | nicht kandidiert        | nicht kandidiert        |
| 23.11.1958 | 173.387         | 157.907            | 91,1    | 2.282          | 155.570      | 3.677          | 72.532  | 46,6 | 1.559   | 73.160  | 47,0 | 1.933   | 4.059   | 2,6 | 62  | 5.819                   | 3,7                     | 123                     |
| 25.11.1962 | 177.355         | 156.475            | 88,2    | 1.675          | 157.322      | 3.683          | 73.095  | 46,5 | 1.577   | 74.447  | 47,3 | 1.940   | 4.564   | 2,9 | 76  | 5.216                   | 3,3                     | 90                      |
| 05.11.1967 | 174.544         | 161.738            | 92,7    | 2.729          | 159.010      | 3.675          | 79.417  | 49,9 | 1.665   | 72.875  | 45,8 | 1.910   | 2.724   | 1,7 | 42  | 3.994                   | 2,5                     | 58                      |
| 29.10.1972 | 183.014         | 165.939            | 90,7    | 2.995          | 162.944      | 2.535          | 77.005  | 47,3 | 1.214   | 76.794  | 47,1 | 1.206   | 3.384   | 2,1 | 34  | 5.761                   | 3,5                     | 81                      |
| 23.10.1977 | 187.418         | 173.619            | 92,6    | 3.137          | 170.482      | 2.560          | 82.568  | 48,4 | 1.260   | 78.708  | 46,2 | 1.191   | 2.756   | 1,6 | 27  | 6.450                   | 3,8                     | 82                      |
| 24.10.1982 | 198.223         | 180.864            | 91,2    | 4.763          | 176.101      | 2.608          | 87.925  | 49,9 | 1.318   | 80.405  | 45,7 | 1.195   | 2.333   | 1,3 | 25  | 5.438                   | 3,1                     | 70                      |
| 25.10.1987 | 203.601         | 184.528            | 90,6    | 5.343          | 179.185      | 2.610          | 87.898  | 49,1 | 1.312   | 80.530  | 44,9 | 1.178   | 3.414   | 1,9 | 34  | 7.343                   | 4,1                     | 86                      |
| 18.10.1992 | 211.548         | 186.027            | 87,9    | 13.339         | 172.688      | 2.921          | 81.452  | 47,2 | 1.429   | 75.586  | 43,8 | 1.288   | 8.562   | 5,0 | 92  | 7.088                   | 4,1                     | 112                     |
| 05.10.1997 | 226.582         | 194.879            | 86,0    | 21.206         | 173.673      | 2.987          | 78.575  | 45,2 | 1.393   | 72.677  | 41,8 | 1.279   | 15.588  | 9,0 | 204 | 6.833                   | 3,9                     | 111                     |
| 06.10.2002 | 241.482         | 207.092            | 85,8    | 16.278         | 190.814      | 3.075          | 93.357  | 48,9 | 1.555   | 82.349  | 43,2 | 1.344   | 9.724   | 5,1 | 96  | 5.384                   | 2,8                     | 80                      |
| 07.10.2007 | 252.597         | 209.423            | 82,9    | 15.144         | 194.279      | 3.117          | 92.614  | 47,7 | 1.546   | 83.706  | 43,1 | 1.377   | 5.685   | 2,9 | 53  | 12.274                  | 6,3                     | 141                     |
| 07.10.2012 | 259.441         | 214.012            | 82,5    | 17.790         | 196.222      | 3.143          | 90.684  | 46,2 | 1.511   | 82.678  | 42,1 | 1.363   | 7.936   | 4,0 | 81  | 14.924                  | 7,6                     | 188                     |
| 01.10.2017 | 261.963         | 212.327            | 81,1    | 16.969         | 195.358      | 3.143          | 86.770  | 44,4 | 1.461   | 81.713  | 41,8 | 1.364   | 12.375  | 6,3 | 144 | 14.500                  | 7,4                     | 174                     |